# Reino de los francos en la época merovingia
El reino de los francos, en latín también conocido (aunque menos usualmente) como Francia (palabra latina que no se refería a la actual Francia), o simplemente reino franco, son las denominaciones historiográficas que identifican el reino de los francos establecido a finales del siglo V aprovechando la decadencia de la autoridad imperial romana en las Galias, durante la época de las denominadas "invasiones bárbaras". La dinastía merovingia, la gobernante de los francos desde mediados del siglo V hasta 751, establecerá el reino más grande y poderoso de Europa occidental tras la caída del imperio de Flavio Teodorico, un estado que en su mayor apogeo ejercerá el control de un extenso territorio: las actuales Bélgica, Luxemburgo y Suiza; la casi totalidad de los Países Bajos, de Francia y de Austria; y la parte occidental de Alemania. Fue la primera dinastía duradera en el territorio de la Francia actual.

Reino de los francos en color amarillo, al norte del Imperio romano de Occidente.

De entre las varias tribus del pueblo germánico de los francos, fueron los salios —que se habían asentado dentro del limes (frontera) como pueblo federado ocupando la Galia Bélgica— los que lograron eliminar toda competencia y asegurarse el dominio para sus líderes: primero, aparecen como «reyes de los francos» en el ejército romano del norte de la Galia; luego, hacia 509, y encabezados por Clodoveo I, ya habían unificado a todos los francos y galorromanos del norte bajo su dominio; y, finalmente, desde su establecimiento inicial en el noroeste de la actual Francia, Bélgica y los Países Bajos, se extendieron conquistando las antiguas diócesis romanas —Diocesis Viennensis y Diocesis Galliarum—, previamente ocupadas por otros reinos germánicos: derrotaron a los visigodos en 507 y a los burgundios en 534 y también extendieron su dominio a Raetia en 537. En Germania, los pueblos no romanizados de alamanes, bávaros, turingios y sajones aceptaron su señorío.
El nombre dinástico, en latín medieval Merovingi o Merohingii ('hijos de Meroveo'), deriva de una forma fráncica no atestiguada, similar a la acreditada Merewīowing, del inglés antiguo, siendo la «–ing» final un típico sufijo patronímico germánico. El nombre deriva del rey Meroveo, a quien rodean muchas leyendas. A diferencia de las genealogías reales anglosajonas, los merovingios nunca afirmaron descender del dios Odín-Mercurio, sino que se consideraban descendientes de la diosa Nerthus-Artemisa, diosa de la fertilidad, y Jesucristo. El pelo largo de los merovingios los distinguía entre los pueblos francos, que por lo general se cortaban el pelo. Los contemporáneos a veces se referían a ellos como los «reyes de pelo largo o cabelludos» (en latín reges criniti). Un merovingio a quien se le cortara el pelo no podía gobernar, y un rival podía ser eliminado de la sucesión siendo tonsurado y enviado a un monasterio.
El primer rey merovingio conocido fue Childerico I (fallecido en 481). Su hijo Clodoveo I (r. 481-511), aliado con los francos ripuarios, instalados en los ríos Rin y Mosela, fue quien con sus campañas militares, agrandó verdaderamente el reino entre 486 y 507 y unió a todos los francos, conquistando la mayor parte de la Galia. Esa expansión fue posible por su conversión al cristianismo ortodoxo (por oposición a la herejía arriana) y su bautismo en Reims hacia el 496 lo que le granjeó el apoyo de la aristocracia galorromana y de la Iglesia occidental. Instaló la capital en París en 507. A su muerte el reino fue dividido entre sus cuatro hijos varones, según la costumbre germánica: Clotario I, fue rey de Soissons (511-561) (y luego de Reims (555-561) y de los francos (558-561)); Childeberto I, fue rey de París (511-558); Clodomiro, rey de Orleans (511-524); y Teodorico I, rey de Reims (511-534). El reino permaneció dividido, con la excepción de cuatro períodos cortos (558-561, 613-623, 629-634, 673-675), hasta 679. Después de eso, solo se dividió una vez más (717-718). Las principales divisiones del reino daran origen a Austrasia, Neustria, Burgundia y Aquitania.
Durante el último siglo del dominio merovingio, los reyes, no teniendo más tierras que distribuir entre sus guerreros, fueron abandonados por estos siendo relegados cada vez más a un papel ceremonial. El poder lo ejercerá la aristocracia franca y sobre todo los mayordomos del palacio  (major domus), una especie de primeros ministros, funcionarios del más alto rango bajo el rey. En 656, el mayordomo Grimoaldo I trató de colocar a su hijo Childeberto en el trono en Austrasia. Grimoaldo fue arrestado y ejecutado, pero cuando se restauró la dinastía merovingia su hijo gobernó hasta 662. La familia de los Pipínidas, originaria de Austrasia, se apoderó de las mayordomías de palacio de Austrasia y posteriormente de las de Neustria y colocó nuevamente a Provenza, Borgoña y Aquitania, regiones entonces casi independientes, dentro de la órbita merovingia y emprendió la conquista de Frisia, al norte del reino. Uno de los mayordomos de palacio más famosos, Carlos Martel, rechazó en 732 a un ejército musulmán no lejos de Poitiers, considerada la batalla decisiva que impidió la conquista de toda Europa. Para recompensar a sus fieles, Martel confiscó inmensos territorios a la Iglesia y los redistribuyó. Esto le permitió asegurar la fidelidad de sus hombres sin deshacerse de sus propios bienes.
Al fallecer el rey Teoderico IV en 737, Martel estaba tan seguro de su poder que continuó gobernando los reinos sin necesidad de proclamar un nuevo rey nominal hasta su muerte en 741. La dinastía fue restaurada nuevamente en 743, pero en 751 el hijo de Carlos, Pipino el Breve, depuso al último rey merovingio, Childerico III, al que encerró en un convento, y se hizo elegir rey entre los guerreros francos. Pipino tomó la precaución de ser coronado en 754 por el papa Esteban II, en la abadía real de Saint-Denis, evento que le proporcionó una nueva legitimidad, la de ser elegido por Dios, inaugurando la dinastía carolingia. Será especialmente a partir de la coronación imperial de Carlomagno en el año 800, cuando la denominación historiográfica habitual del reino franco pasará a ser de Imperio carolingio.

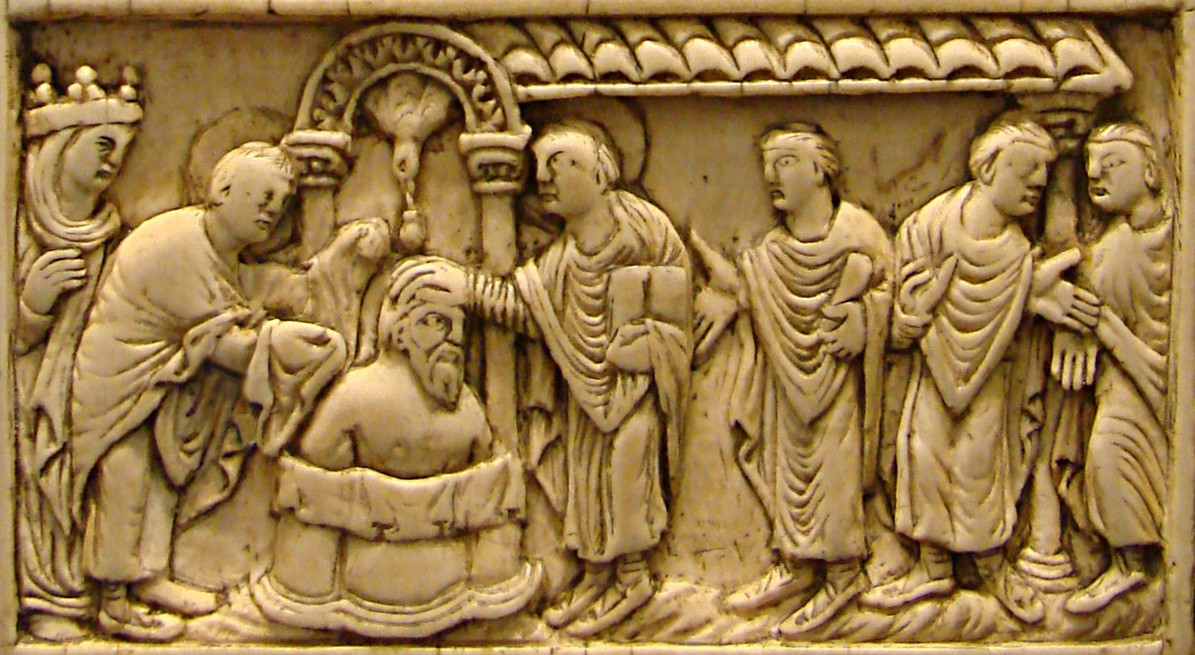
El bautismo de Clodoveo I por san Remigio con el milagro de la Santa Ampolla. Placa de encuadernación de marfil, Reims, último cuarto del siglo IX. Amiens, museo de Picardía.
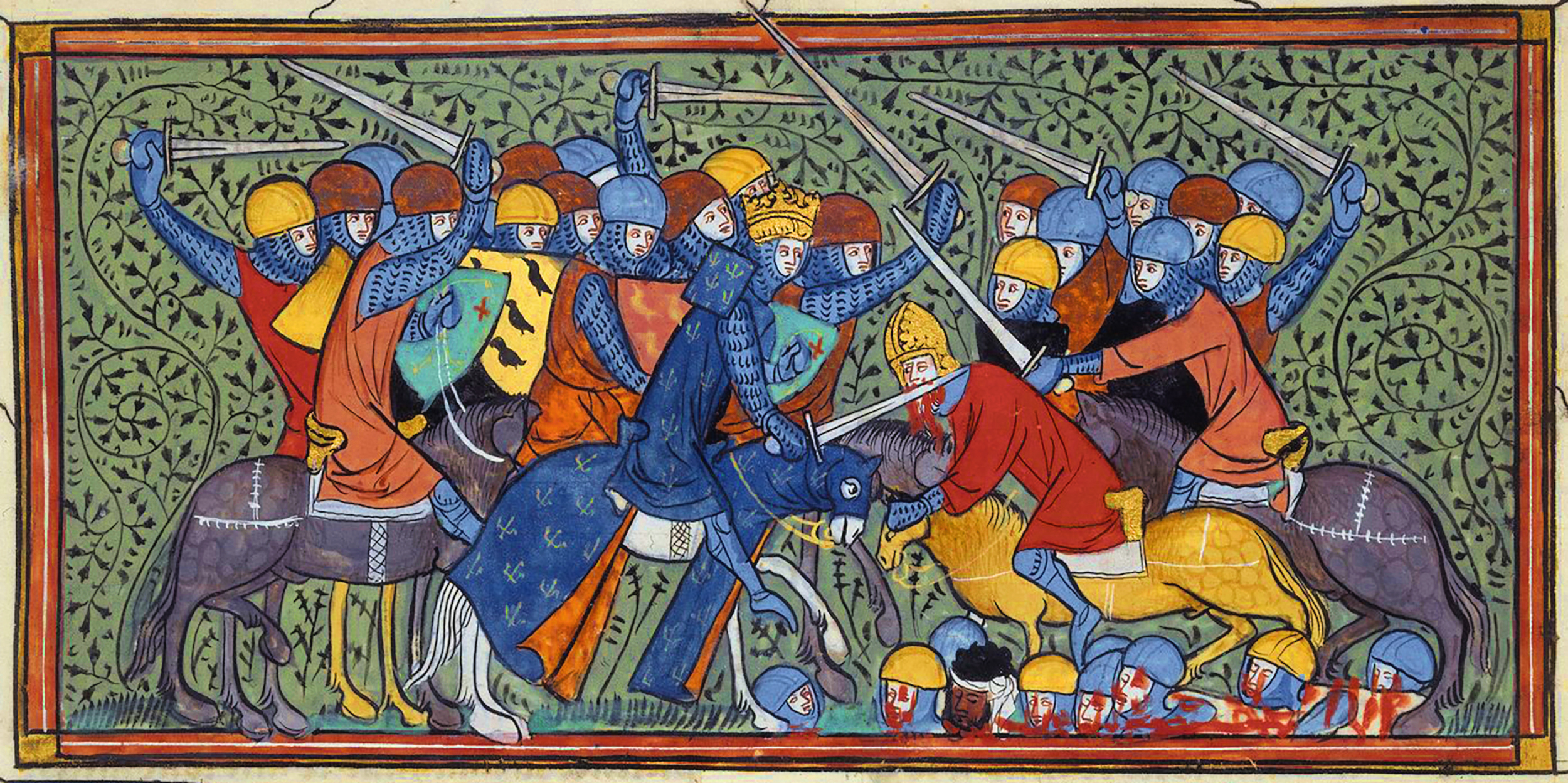
Victorias de Carlos Martel contra los sarracenos en Tours-Poitiers (732), Grandes Crónicas de Francia
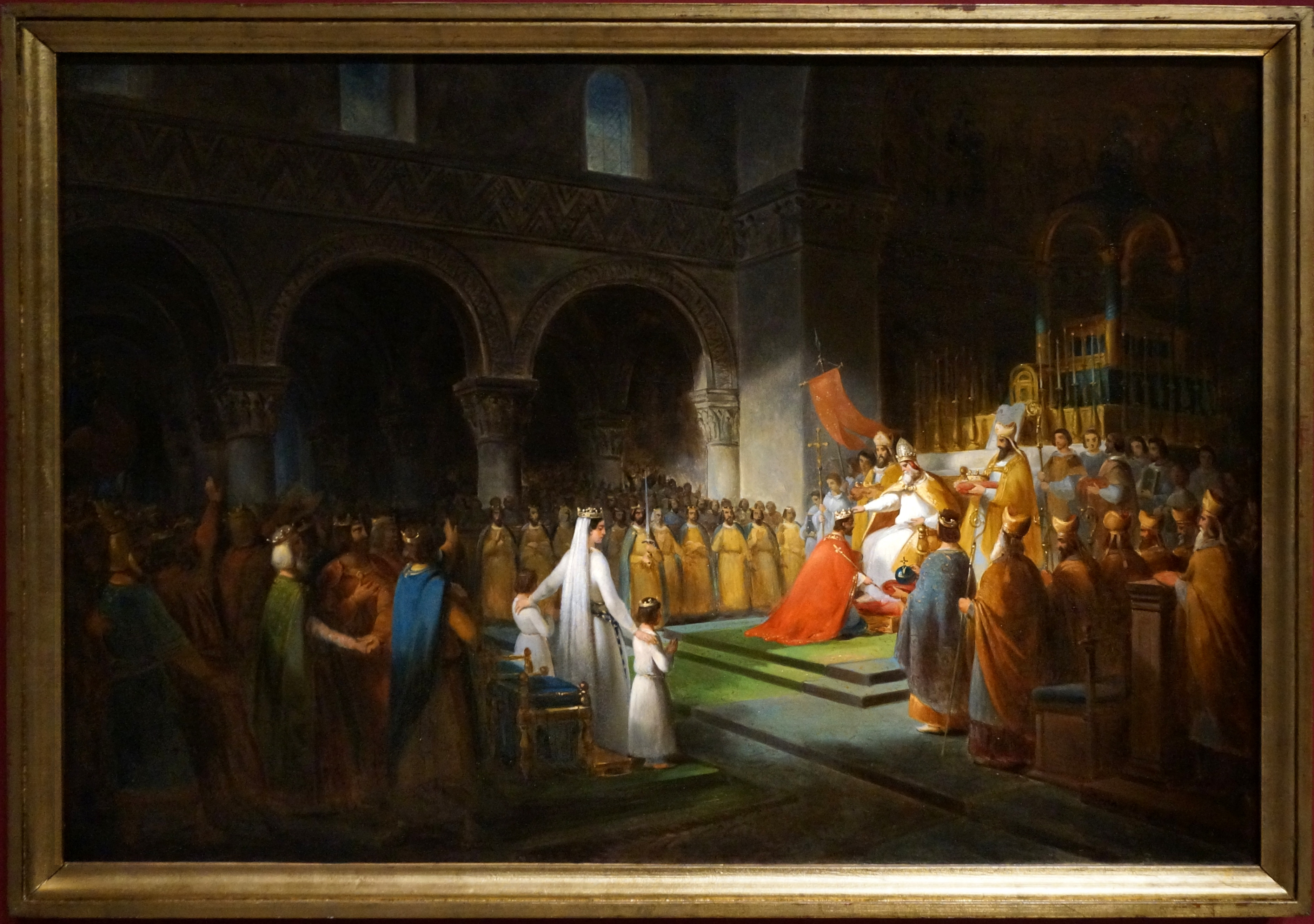
Recreación de la coronación de Pipino el Breve el domingo 28 de julio de 754 por el papa Esteban II, en la abadía real de Saint-Denis. Este hecho supuso el inicio del gobierno de la dinastía carolingia.

## Historia general y personalidades

### Origen

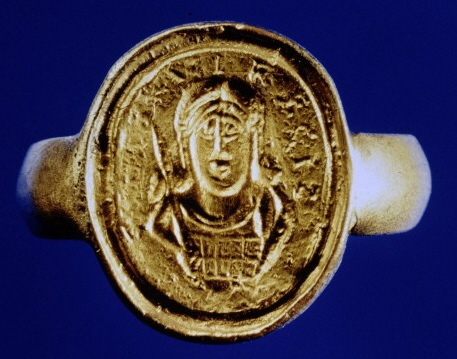
Facsímil del anillo sigilar encontrado en la tumba del rey Childerico en Tournai en 1653, Biblioteca Nacional de Francia.

La dinastía merovingia surgió de la aristocracia franca. Los francos, reunidos en liga desde el siglo III d. C., se habían ido asentando gradualmente en el noreste del Imperio romano, especialmente en la Galia Bélgica, donde se arraigaron los antepasados de los merovingios. Desde los primeros años del Imperio, grupos migratorios más o menos homogéneos no dejaron de moverse de este a oeste, empujados por el Imperio huno de Atila (395-453), y atraídos en la Galia por la estabilidad de la Pax Romana. Los primeros francos entraron en el Imperio legalmente, algunos se integraron en el ejército romano en el que podían esperar hacer una gran carrera, como Ricomero y Arbogasto, otros se establecieron en el Imperio como colonos. Posteriormente, las migraciones francas en el norte de la Galia se intensificaron con el declive de la autoridad romana y la caída del Imperio romano de Occidente. Enriquecidas por su servicio a Roma, algunas grandes familias francas adquirieron un poder local significativo. Una de ellas, la de Meroveo, quien también fuera rey de los francos salios, padre de Childerico I y abuelo de Clodoveo I, emergerá y establecerá la primera dinastía real franca.

### Las conquistas de Clodoveo I

La división de la Galia en 481.

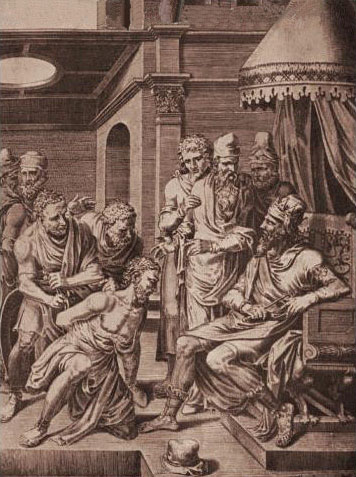
El cautivo Siagrio es llevado ante Clodoveo en el año 487

El primer representante de la historia de la dinastía merovingia, Childerico I primer hijo de Meroveo, dominaba la antigua provincia romana de Bélgica Segunda en nombre del Imperio. Su hijo Clodoveo I (466-511), rey en 481, no era él mismo inicialmente más que uno de los muchos pequeños reyes bajo cuyo gobierno se distribuyeron los francos salios. Su reino, que debía corresponder a poco más de la extensión de la antigua ciudad romana de Tournai, no le proporcionaba las fuerzas necesarias para llevar a cabo una política de expansión. Meditaba el ataque que contra Siagrio, general romano que con el título de Dux todavía gobernaba la región entre los ríos Somme y Loira, el último reducto de la administración imperial occidental. Para ello se asoció con sus parientes, los reyes de Thérouanne y de Cambrai en tal empresa. Pero solo él se benefició de la victoria. Derrotado Siagrio en el año 486 en la batalla de Soissons, se apropió de su territorio y usó la abrumadora supremacía de que entonces disfrutaba sobre sus antiguos iguales para deshacerse de ellos. Ya fuese mediante el uso de la violencia o con artimañas, los derrocó o destruyó, siendo reconocido por sus pueblos y en pocos años extendió su poder a toda la región que rodea el Rin, desde Colonia hasta el mar.
Los alamanes, un grupo de tribus germanas establecidas en el borde sur, medio e inferior del Elba y a lo largo del Meno, centrados en Alsacia y en Eifel, amenazaban al nuevo reino con un ataque desde el este. Atacaron a los francos ripuarios gobernados entonces por Sigeberto el Cojo y estos pidieron el auxilio de Clodoveo. Conjuntamente los francos derrotaron a los alamanes en el año 496 en la batalla de Tolbiac. Los alamanes abandonaron el curso superior del Rin, que fue ocupado por los francos ripuarios ante la ausencia de interés de Clodoveo, que dejó todo a su aliado y eso le permitió recabar luego su ayuda, y la sus sucesores, estableciendo así la hegemonía franca sobre ese pueblo.

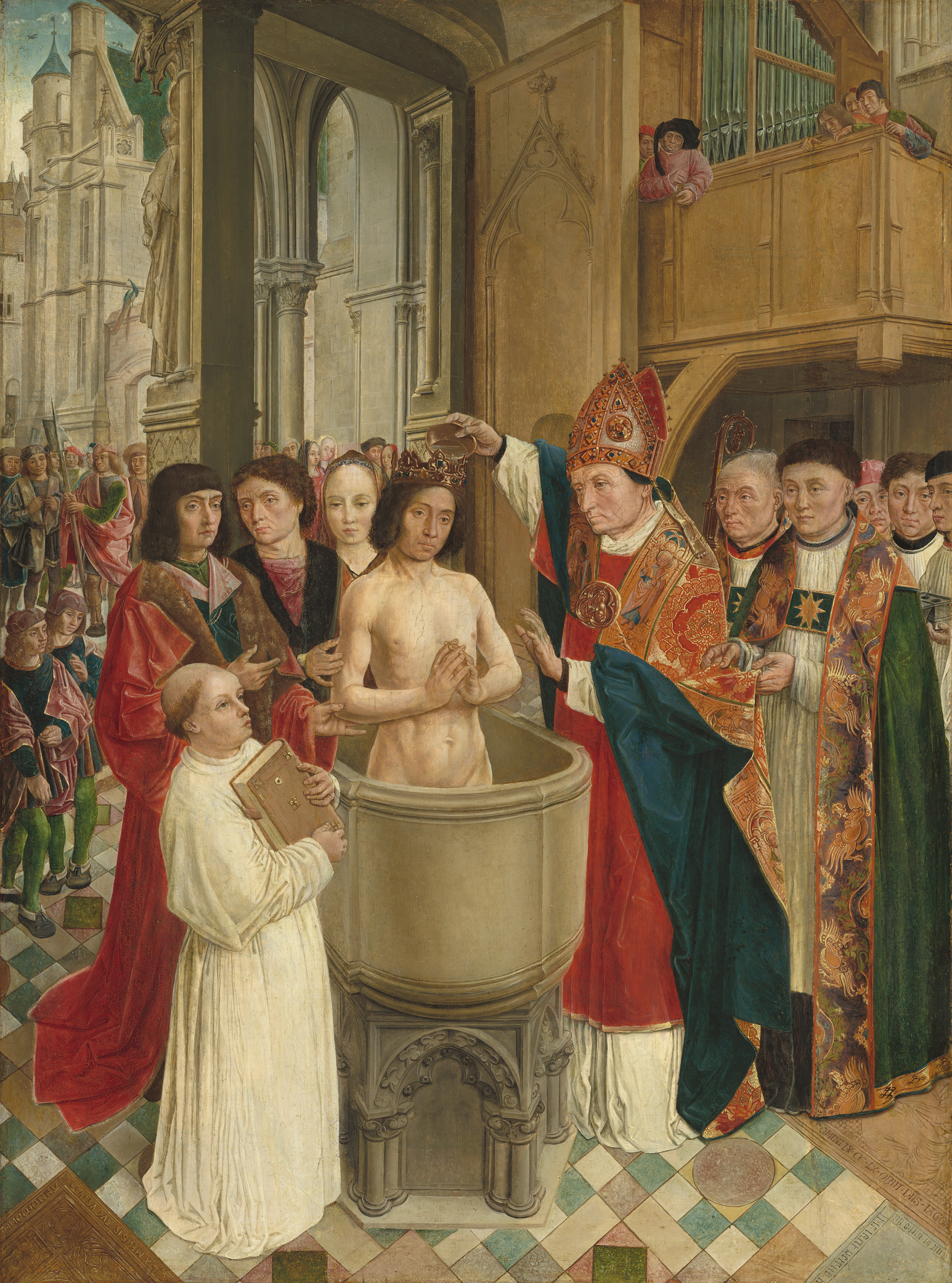
Representación anacrónica del bautismo de Clodoveo rociado en una pila bautismal. Sin embargo, el bautismo por inmersión en una piscina del baptisterio permaneció en uso hasta el período carolingio. Lienzo del del maestro de Saint Gilles.

Clodoveo se había casado en 492 con Clotilde, una princesa burgundia católica refugiada con su tío Godegisilo —era hija del fallecido rey Chilperico II y sobrina del entonces rey Gundebaldo, que había asesinado a su padre y ahogado a su madre—. La futura santa Clotilde convenció al rey de la conveniencia de convertirse al catolicismo y este accedió tras la batalla de Tolbiac, en la que viéndose perdido habría invocado: «Dios de Clotilde, ven en mi socorro». El rey franco se hizo bautizar por el obispo San Remigio, y en la Navidad de 496 fue bautizado solemnemente junto a una hermana suya y a tres mil de sus hombres y sus jefes en Reims, lo que concedió a Francia el privilegio de ser llamada «Hija primogénita de la Iglesia». Al bautizarlo, según las piadosas tradiciones referidas por Hincmaro y después por Guillermo el Bretón, un ángel habría llevado del cielo la Sagrada Ampolla, con el óleo santo que se conservó cuidadosamente en Reims en un relicario de oro cerrado en cristal; el aceite que contenía era inagotable pero parecía disminuir cuando la salud del rey se resentía. Fue un día grande y glorioso para la Iglesia católica, y de enorme alegría para Clotilde, que veía realizados sus sueños de tantos años. Clodoveo al tener buenos relaciones con la poderosa iglesia de Roma, se acercaba a sus súbditos galorromanos. Desde entonces la nación francesa profesó la religión católica y todos los reyes franceses desde Enrique I en 1027, se coronaron en Reims.

#### Cónsul romano
Clodoveo juró vasallaje a Anastasio I, recibiendo de este último el título de cónsul de la Galia, siendo sus conquistas del dominio de Siagrio sancionadas como válidas a los ojos del emperador y el Senado. El emperador Anastasio I, a cambio, conseguía de iure la reincorporación de la Galia al poder imperial, como ya había sucedido con el emperador Flavio Zenón el Isaurio la reincorporación de Italia y Dalmacia.
Habiéndose asegurado la posesión de todo el norte de la Galia, desde el Rin hasta el Loira, Clodoveo pudo dedicarse a la conquista de la rica Aquitania, los territorios al sur del Loira dominados por los visigodos (arrianos) y su rey Flavio Alarico II, teniendo como pretexto la restauración de la ortodoxia nicena y el orden imperial (al convertirse en un agente del emperador). Los derrotó en la batalla de Vouillé en 507 expulsándolos hasta más allá de los Pirineos, quedando en poder de estos la franja mediterránea de Septimania y Provenza. El reino de los burgundios, aliado por su matrimonio con Clotilde, así como la Provenza, todavía le separaban del Mediterráneo. Teodorico, rey de los ostrogodos, no pretendía dejar que el reino de los francos se extendiera hasta las puertas de Italia: Clodoveo I tuvo que renunciar a la Provenza que Teodorico, para mayor seguridad, anexionó a su propio reino. Esta rápida expansión del reino franco (latín, regnum francorum) fue facilitada por su conversión al catolicismo que le aseguró el apoyo de la aristocracia galo-romana y de la Iglesia católica. Instalará su capital en París alrededor del 507, aunque esta era solamente simbólica, ya que en ese momento el reino franco no tenía ningún tipo de administración.
Durante su largo reinado de treinta años (481-511), Clodoveo I no dudó en eliminar cualquier obstáculo a su objetivo de expansión. Conquistó a la mayoría o a todas las tribus francas vecinas a lo largo del río Rin y del río Meno (francos ripuarios) y las incorporó en su reino. También emprendió la incorporación de los laeti (asentamientos de bárbaros en el interior del Imperio romano) dispersos por la Galia: los sajones de Bayeux, los alanos de Armórica y los taifales de Poitou, por nombrar algunos de los más prominentes. Hacia el final de su vida, Clodoveo I gobernaba en toda la Galia —excepto la provincia visigoda de Septimania y la ostrogoda de Provenza y el reino de los burgundios en el sureste—, siendo por ello considerado como el fundador de la dinastía merovingia. Cuando murió en 511, no había establecido su sucesión.

### Primera partición delregnum francorum

La división del reino de los francos a la muerte de Clodoveo I (511), entre sus hijos herederos. Los reinos no eran unidades geográficas porque se formaron siguiendo un criterio fiscal de recogida de impuestos equilibrada en beneficio de sus hijos. La discrepancia de tamaños entre reinos revela la distinta concentración de territorios sometidos al fisco romano.

A la muerte de Clodoveo I, su reino fue dividido territorialmente entre sus cuatro hijos adultos de manera que se les garantizaban a cada uno de ellos tierras con igual aprovechamiento fiscal (esto es, de recaudación de impuestos), indicador de que esas tierras que una vez fueron parte del erario romano, ahora habían pasado al gobierno franco. Los historiadores han considerado durante mucho tiempo que esa división demostraba que los pueblos germánicos, y los francos en particular, consideraban el reino como patrimonio personal del rey y que la noción de Estado les era desconocida. Pero el historiador Bruno Dumézil ha explicado, sin embargo, que la noción romana de «fisco» no había desaparecido en ese momento y que los reyes merovingios llevaban una lista precisa de las tierras «públicas». Para Dumézil —y también para Geneviève Bührer-Thierry y Charles Mériaux,— esa división no debe entenderse como una división estricta del reino, y que los cuatro hermanos fueron reyes al mismo tiempo, y la integridad del regnum francorum se conservaba en parte, lo que explicaría la relativa facilidad con la que ciertos reyes merovingios consiguieron reunificar el reino tras la muerte de sus hermanos (de la que a veces ellos mismos fueron responsables). Esto no era inusual, comparable la sucesión con las de algunos emperadores romanos como la de Constantino I.
Los hijos de Clodoveo instalaron las capitales de sus cortes próximas entre sí, en el corazón del territorio de los francos salios, en el noreste de la Galia, del siguiente modo, según Gregorio de Tours,:
- Teodorico I (c. 485-534), fue rey de Metz entre 511 y 534;
- Clodomiro (497-558), rey en Orleans entre 511 y 524;
- Childeberto I (497-558), rey en París entre 511 y 558, muerto sin descendencia;
- Clotario I (497-561), rey en Soissons entre 511 y 558 y rey de todos los francos hasta 561.

Los hermanos mostraron solo signos intermitentes de amistad fraterna y compitieron en rivalidad política. Durante los reinados de estos hermanos, emprendieron campañas contra los turingios (532), los burgundios (534) y los sajones y frisones (hacia 560), siendo todo incorporados al territorio franco. Las tribus periféricas más allá del Rin estuvieron ligeramente sujetas a la soberanía de los francos, y aunque pudieran ser forzadas a contribuir con tropas a los esfuerzos militares del imperio, en tiempos de reyes francos débiles eran incontrolables e intentaban forzar su independencia de los soberanos merovingios. El romanizado reino burgundio, conquistado hacia 534 por Childeberto y Clotario —a petición de su madre Clotilde, según Gregorio de Tours— y entonces parte de la Provenza, fue preservado en su territorialidad y convertido en una de sus divisiones primarias (reinos), incorporado al centro del corazón de la Galia del reino de Clodomiro con su capital en Orleans.
A la temprana muerte de Clodomiro, su hermano Clotario I asesinó a sus jóvenes hijos (sus sobrinos) y se repartió su reino (de acuerdo con la costumbre sucesoria) con el resto hermanos. Teodorico I murió en 534, pero su hijo adulto Teodeberto I (500-547/548) sí fue capaz de defender su herencia, la cual formó el más grande de los reinos francos y fue el núcleo del reino posteriormente llamado de Austrasia.
Teodeberto, que gobernó en 534-548, fue el primer rey franco en asegurar su independencia política respecto del Imperio bizantino (su abuelo Clodoveo había sido nombrado patricius por el emperador Anastasio I, con derecho a vestir púrpura), ya que acuñó monedas de oro con su propia imagen en ellas y el lema magnus rex (gran rey), debido a su supuesto protectorado sobre pueblos tan alejados como los que en esa época vivían en la Panonia. Teodeberto interfirió en las guerras góticas de Italia (535-554) que acabaron con el reino ostrogodo, al lado de gépidos y lombardos contra ostrogodos, recibiendo las antiguas provincias del imperio romano de Recia, Nórico y parte de Venetia. Su hijo y sucesor, Teodebaldo (c. 535-555), no pudo conservarlas y, a su muerte, todo su extenso reino pasó a su tío-abuelo Clotario. En 558, con la muerte de Childeberto I, la totalidad de los reinos francos fueron reunidos bajo un solo rey, Clotario I, el último de los hermanos sobrevivientes.

### Segunda partición delregnum francorum

La división del reino de los francos a la muerte de Clotario I (561). Aunque la segunda división en cuatro partes del ‘’regnum francorum” produjo reinos más unificados geográficamente, el complejo reparto de Provenza originó muchos conflictos a los gobernantes de Borgoña y Austrasia.

En 561, tres años después de la reunificación, Clotario I falleció y el regnum francorum fue dividido una segunda vez entre sus cuatro hijos, en una repetición de los acontecimientos de cincuenta años antes, formando reinos con capitales en las mismas ciudades:
- el hijo mayor, Cariberto I (c. 520-567), heredó el reino con capital en París y gobernó (561-567) toda la Galia occidental;
- el segundo, Gontrán I (c. 528/532-592), heredó el viejo reino de Borgoña, que gobernó (561-592) aumentado con las tierras de Francia central alrededor de la vieja capital de Orleans (que se convirtió en su principal ciudad y capital) y con la mayor parte de Provenza;
- el tercer hijo, Sigeberto I (c. 535-c. 575), recibió el resto de Provenza, Auvernia y Aquitania oriental, y también heredó Austrasia con sus principales ciudades de Reims y Metz (que ejerció de capital de su corte);
- el menor, Chilperico I (525 (o 527 o 534) - 584), recibió el reino más pequeño, el de Soissons, que gobernó hasta su muerte en 584 y que se convirtió en el núcleo del reino que más adelante sería llamado Neustria.

Como precisa Dumézil, lejos de retroceder como resultado de estas divisiones, «el área del mundo franco se duplicó entre la muerte de Clodoveo I y finales del siglo VI».
Esta segunda división cuádruple del reino franco fue arruinada rápidamente por nuevas guerras fratricidas, emprendidas en gran parte después el asesinato de Galswinta, la segunda esposa visigoda de Chilperico, alentado por su amante (y tercera esposa) Fredegunda. La hermana de Galswinta, la esposa de Sigeberto de Austrasia, Brunegilda, incitó a su marido a la guerra y el conflicto entre las dos reinas continuó envenenando las relaciones de Austrasia y Neustria hasta el siguiente siglo. Gontrán I de Borgoña intentó mantener la paz entre sus parientes, aunque también intentó por dos veces (campañas de los años 585 y 589) conquistar Septimania del poder de los visigodos, pero fue derrotado ambas veces. Todos los hermanos supervivientes se beneficiaron de la muerte de Cariberto, e incluso Chilperico I pudo también extender su autoridad hasta los rebeldes bretones. Después de la muerte de Chilperico, Gontrán tuvo que someter otra vez a los levantiscos bretones.
En el año 587, el Tratado de Andelot —en cuyo texto se refiere explícitamente al regmum francorum por entero como «Francia»— suscrito entre la reina viuda y regente de Austrasia, Brunegilda, y el rey de Borgoña, Gontrán I, aseguró su protección y la de su joven hijo Childeberto II, que había sucedido a su padre asesinado en 575, Sigeberto I, en Austrasia. Los territorios de Gontrán y de Childeberto II juntos eran más de tres veces más grandes que Neustria, el pequeño reino gobernado por Clotario II, sucesor de Chilperico I. Durante este período, el territorio de los francos adquirió el carácter tripartito que iba a mantener durante el resto de su historia, con luchas por la primacía entre Austrasia y Neustria, actuando como mediador Borgoña.

Los reinos merovingios como resultado del Tratado de Andelot (587). Con el Tratado se produjo la división del reino de Cariberto entre sus tres hermanos supervivientes: Childeberto recibió la parte de Gontrán con el Poitou y la Turena a cambio de sus extensas tierras en el centro y sur de Aquitania.

Cuando Gontrán murió sin herederos en 592, Borgoña fue a parar en su totalidad a su sucesor, el rey de Austrasia Childeberto II, que también murió tres años después, en 595. Sus dos hijos se repartieron el reino, correspondiendo al mayor, Teodeberto II, Austrasia más la porción que Childeberto II había tomado de Aquitania para su reino de Austrasia, mientras que al menor, Teoderico II le tocó Borgoña y la parte de Aquitania que había conseguido Gontrán. Unidos, ambos hermanos intentaron eliminar a su primo Clotario II de Neustria y tuvieron éxito al conquistar la mayor parte de su reino, reduciéndolo solamente a algunas ciudades, pero no pudieron capturarlo. En 599 encaminaron sus fuerzas hacia Dormelles y tomaron el ducado de Dentelin (la cuenca del río Escalda, las tierras ancestrales de los francos salios), pero a partir de ese momento ambos hermanos comenzaron a desconfiar entre ellos y el resto de sus reinados estuvieron peleando entre sí; fueron incitados a menudo por su abuela Brunegilda que, encolerizada por su expulsión de la corte de Teodeberto, convenció a Teoderico para que usurpara su puesto como rey de Austrasia y que lo matara. En 612 Teoderico II venció en Toul a Teodeberto II y lo mandó matar junto a su hijo, quedando el reino entero bajo su gobierno. Pero por poco tiempo, pues como su padre, murió en la víspera de preparar una expedición contra Clotario II en 613, dejando como heredero a un hijo bastardo de doce años llamado Sigeberto II (601-613).
Durante sus reinados, Teodeberto II y Teoderico II hicieron campañas contra los vascones (exitosas según sus cronistas) en Gascuña, donde habían establecido un ducado de Vasconia que había sometido a los vascones (602). Las crónicas de sus reinados señalan que extendieron la conquista gascona hasta más allá de los Pirineos, a saber, en lo que ahora son las provincias españolas de Guipúzcoa y Vizcaya, pero no consolidaron su posesión ya que pasaron a manos visigodas en 612. En la otra punta de su reino, los alamanes se rebelaron contra el poder franco y derrotaron a Teoderico II mientras los francos aflojaban su dominio sobre las tribus de más allá del Rin (sajonas, turingias, entre otras). En 610 Teodeberto II arrancó el ducado de Alsacia del reino de Teoderico II, comenzando un largo periodo de conflictos sobre qué reino debía poseer la región de Alsacia, si Borgoña o Austrasia, periodo que no terminó hasta finales del siglo VII.
Durante el breve reinado en Austrasia, Borgoña y Aquitania de Sigeberto II (r. 613), en minoría de edad, el cargo cortesano de mayordomo de palacio, que había sido durante algún tiempo visible en los reinos merovingios, se manifestó en toda su importancia en la política interna del reino, cuando una facción de los nobles borgoñones y austrasios se unieron alrededor de los mayordomos Warnacario, Rado y Pipino de Landen, para unirse a Neustria dando todo el poder a su rey Clotario II (584-629) y quitándoselo a Brunegilda, que ejercía de bisabuela regente de Sigeberto II, al parecer, de forma odiosa para los nobles rebeldes. Los tres, Warnacario, Rado y Pipino fueron recompensados con los cargos de mayordomos de los distintos reinos que conformaban un reino unido de nuevo bajo el mismo rey, después de que el golpe de Clotario II tuviera éxito y mataran a Brunegilda y al pequeño rey de diez años, Sigeberto II, en el año 613.

### Clotario II y Dagoberto I
Inmediatamente después de su victoria, Clotario II (r. 613-629) promulgó el Edicto de París (614), que se ha visto generalmente como una concesión a la nobleza, aunque esta visión ha sido revisada bajo críticas recientes. El Edicto de Clotario intentó, sobre todo, garantizar el final de la corrupción en la justicia y el gobierno, pero también reforzó las diferencias locales entre los tres reinos merovingios (Austrasia, Borgoña y Neustria) y probablemente concedió a los nobles más control sobre los jueces (que eran nombrados por la propia nobleza local). Hacia el año 623 los austrasianos habían comenzado a solicitar un rey propio para su reino, puesto que Clotario II estaba muy a menudo ausente de Austrasia y, debido a su educación y gobierno anterior en Neustria, era considerado más o menos un forastero en la corte de Metz. Así, Clotario II asoció a su hijo Dagoberto I como rey de Austrasia y fue debidamente aclamado por los guerreros austrasianos a la manera tradicional (elevado sobre sus escudos). No obstante, aunque Dagoberto ejerció una verdadera autoridad en su reino, Clotario mantuvo el último control sobre el todo el reino franco en su conjunto y al final de casi cincuenta años de conflicto, logró reunificar el reino de los francos, no sin haber eliminado a los perturbadores y pretendientes al trono. Así reunió:
- Austrasia: el este de la Francia actual, el este de la moderna Bélgica y las regiones renanas;
- Neustria: el noroeste de la Francia actual (sin Bretaña);
- Borgoña: la antigua Burgundia, es decir la actual Borgoña, el norte del valle del Ródano y el Centro (Orleans).

A Clotario II se le atribuye la construcción de un castillo en Clichy en Hauts-de-Seine, un sitio probablemente descubierto durante una cacería. Nada nos permite imaginar su forma o su importancia. Sin embargo, Clotario II, en 626, reunió allí a un concilio de los obispos y príncipes de Neustria y de Borgoña. Su hijo Dagoberto I, rey de los francos desde 629 hasta 639, se casó allí con Gomatruda en 629, lo que sugiere que el palacio tenía alguna importancia.

El reino franco de Aquitania (628). La capital de Aquitania fue Tolosa. Incluía Gascuña y fue la base del posterior Ducado de Aquitania.

Durante el reinado conjunto de Clotario II y su hijo Dagoberto I, que han sido llamados «los últimos merovingios gobernantes», los sajones, que habían estado ligados ligeramente a los francos desde finales de la década de 550, se rebelaron al mando de su jefe militar (o duque) Bertoldo de Sajonia. Fueron derrotados y reincorporados al reino por la acción conjunta de padre e hijo. Cuando Clotario II murió en 628, Dagoberto, de acuerdo con los deseos de su padre, concedió un subreino a su hermanastro Cariberto II (607/610-632). Este subreino, comúnmente llamado Aquitania, fue una nueva creación que se añadió a los otros reinos merovingios —Austrasia, Borgoña y Neustria— y correspondía a la mitad meridional de la antigua provincia romana de Aquitania, con su capital en Tolosa y que contaba con varias ciudades importantes, como Cahors, Agen, Périgueux, Burdeos y Saintes; el ducado de Vasconia era también parte de su territorio. Cariberto II hizo campaña con éxito contra los vascos, pero después de su muerte (en 632) se rebelaron otra vez. Al mismo tiempo, los bretones se alzaron contra el protectorado franco. El líder bretón Judicael fue aplacado e hizo las paces con los francos y pagó tributo después de que Dagoberto amenazara con llevar a un ejército contra él (635). En ese mismo año Dagoberto envió a un ejército para someter a los vascos, con éxito.
Cariberto II murió prematuramente en 632 y Dagoberto I asesinó a su heredero, el niño Childerico de Aquitania, con lo que volvió a reunificar los territorios francos otra vez (632) en su persona. El breve reinado de Dagoberto I (r. 629-639) marcó entonces un período de apogeo de relativa paz en el reino merovingio. También fue bajo su reinado cuando se llevaron a cabo las últimas conquistas en dirección a Germania, lo que permitió llegar al Danubio. Pero pronto fue forzado por la poderosa aristocracia de Austrasia a que les concediese que su propio hijo Sigeberto III fuese coronado como su rey en 633. Este acto fue precipitado en gran parte por el deseo de los austrasianos de ser autónomos en una época en que los de Neustria dominaban la corte real. Clotario II había sido rey en París (capital de Neustria) durante décadas antes de convertirse en rey también en Metz (capital de Austrasia) y la monarquía merovingia siempre fue después de él una monarquía primero, y sobre todo, de Neustria. De hecho, fue en la década de los 640 en la que el vocablo «Neustria» aparece por primera vez en las crónicas coetáneas, y su posterior aparición frente al temprano vocablo de «Austrasia» (casi un siglo anterior, contemporáneamente con Gregorio de Tours), probablemente fuera debido al hecho de que los neustrianos (que formaban el principal grupo de cronistas en la Francia de su tiempo) llamaban a su región simplemente «Francia». Burgundia (Borgoña) se definió también en oposición a «Neustria» aproximadamente en esta época. Sin embargo, fueron los austrasianos, que se habían visto a sí mismos como un pueblo distinto dentro del reino desde la época de Gregorio de Tours, los que hicieron los movimientos más estridentes hacia la independencia. Dagoberto, en sus conflictos con los sajones, alamanes y turingios, así como con los eslavos de más allá de las fronteras del reino (sobre los que intentó forzar su sometimiento aunque fue derrotado en 631 por su rey Samo en la batalla de Wogastisburg), hizo que todos los pueblos más orientales a los francos, aunque limitaban con Austrasia, estuviesen sometidos a la corte de Neustria y no a la de Austrasia. Esto, sobre todo, incitó a los nobles austrasianos a pedir de Dagoberto I un rey propio de la casa real merovingia.

### El lento declive de los merovingios: los «reyes holgazanes»
El joven Sigeberto III (630-656) fue dominado durante su minoría de edad por el mayordomo de palacio de Austrasia Grimoaldo I el Viejo, que convenció al joven rey, sin hijos, para que adoptase al suyo propio con el nombre merovingio de Childeberto, como heredero del reino. Después de la muerte de Dagoberto I en 639, el duque de Turingia Radulfo, se rebeló e intentó convertirse en rey. Derrotó a Sigeberto en lo que fue un serio revés para la dinastía gobernante (640). El rey perdió el apoyo de muchos de los magnates austrasianos durante la campaña y sin su ayuda se evidenció la debilidad de las instituciones monárquicas para afrontar con eficacia una guerra; de hecho, el propio rey no pudo siquiera disponer de su propia escolta real sin la asistencia leal de los mayordomos de la corte Grimoaldo y Adalgiselo. Fue por ello recordado a menudo como el primer roi fainéant «rey holgazán»: no tanto porque eran reyes que «no hacían nada», sino por lo poco que lograron hacer, por incapacidad o por falta de apoyo de sus súbditos. Ese apelativo tiene su origen en Eginardo, biógrafo de Carlomagno, que los llamó así en su obra del siglo IX Vita Karoli Magni [Vida de Carlomagno], para legitimar la toma de posesión carolingia y que pensaba que «no tenían de reyes más que el nombre». En realidad, su inacción se explica principalmente por su debilidad e impotencia. A menudo eran reyes muy jóvenes a los que las disputas familiares por el poder les dejaba una esperanza de vida muy baja, siendo juguetes de la aristocracia.
Por otro lado, en un contexto general de crisis económica en Occidente, las riquezas adquiridas por sus antecesores habían disminuido considerablemente tras el cese de las campañas militares para extender el reino, por la evasión de los impuestos y los gastos incurridos para superar las revueltas y comprar la fidelidad de los vasallos.
Clodoveo II, el sucesor de Dagoberto I en Neustria y en Borgoña que fueron reunidas bajo él mismo aunque gobernadas por separado con distintas cortes, fue menor de edad durante todo su reinado. Estuvo dominado por su madre regente Nantilde y por el mayordomo de palacio del reino de Neustria, Erquinoaldo. El sucesor de Erquinoaldo, Ebroín, dominó el reino durante los siguientes quince años de casi constante guerra civil.
A la muerte de Sigeberto III (656), el mayordomo de palacio de Austrasia Grimaldo envió a Irlanda exiliado al hijo de sangre del rey, el futuro Dagoberto II, mientras entronizaba en Austrasia a su propio hijo, adoptado por Sigeberto, Childeberto. Ebroín, el mayordomo de palacio de Neustria, finalmente reunió los reinos merovingios para el sucesor de Clodoveo II, Clotario III, matando a Grimaldo y a su hijo Childeberto el Adoptado en 661. Sin embargo, los austrasianos exigieron de nuevo al rey Clotario III un rey propio para su reino, y Clotario III instaló a su hermano menor Childerico II. Durante el reinado de Clotario III, los francos atacaron el noroeste de Italia, pero fueron rechazados por el rey de los lombardos Grimoaldo en Rivoli, cerca de Turín.

### El ascenso de los arnúlfidas y los carolingios
La autoridad de los merovingios, por tanto, se debilitó durante ese período de pobreza y decadencia de la monarquía, mientras se imponían gradualmente los mayordomos de palacio, major domus o magister palatii en latín. Originalmente un simple intendente, el mayordomo del palacio se convirtió con el tiempo en el verdadero administrador del reino, comparable al primer ministro a finales de la Edad Media, debido a su papel central en las relaciones con la aristocracia franca. Habiendo salido de ella, de hecho, el mayordomo del palacio defendía naturalmente los intereses de los nobles, lo que les valió a los titulares del cargo un prestigio creciente. Poco a poco, el cargo de mayordomo del palacio consistió, en particular, en iniciar guerras, negociar acuerdos con los países vecinos y nombrar obispos, duques y condes. De los tres mayordomos del palacio, el de Borgoña desapareció muy pronto, y entonces comenzó la pelea entre los otros dos.
La aristocracia terrateniente de Austrasia, más poderosa que los grandes terratenientes de Neustria por estar más alejados del rey y de la antigua administración romana, tenía ventajas en un estado basado casi exclusivamente en la riqueza de la tierra. Una de esas familias austrasianas, los Pipínidas habían disfrutado en el norte del reino desde hacía mucho tiempo de una situación que debían a la riqueza de sus tierras. Sus dominios eran numerosos, especialmente en esa región mitad romana mitad germánica de la que Lieja, entonces una simple aldea, formaba el centro y se extendía por la Hesbaye, el Condroz y las Ardenas; Andenne y Herstal eran sus residencias favoritas. Los ricos matrimonios aumentaron aún más su ascendencia. Reinando Clotario II, Pipino I de Landen se había aliado con el rey contra la vieja reina Brunegilda, y por ello había obtenido, hacia 624, la mayordomía del palacio de Austrasia que ejerció hasta su muerte en 640. Su hijo Grimoaldo, consiguió el mismo cargo en 643, pero fue ejecutado en 657 tras intentar usurpar el poder real; pero su nieto, Pipino II de Herstal —nacido de la unión de la hija de Pipino de Landen y del hijo de Arnulfo de Metz— nombrado en 676 fue el primero en ejercer verdaderamente la regencia en toda la monarquía franca. Entre Pipino, que representaba a los grandes austrasianos, y el mayordomo de Neustria, Ebroín, que se mantenía fiel a la antigua concepción real, la lucha fue desigual y triunfará Pipino. A partir de entonces, solo habrá un mayordomo de palacio para toda la monarquía y será la familia de los Pipínidas la que lo proporcionara. En 717, un hijo de Pipino II, Carlos Martel, cobrará protagonismo al convertirse a su vez en mayordomo de palacio de Austrasia.

#### Pipino de Heristal

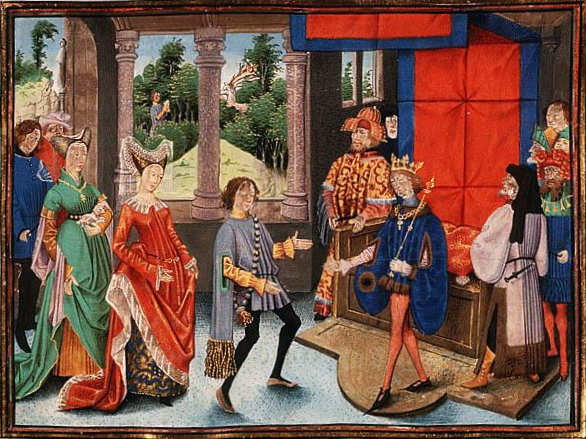
Huberto de Lieja ofrece sus servicios a Pipino de Heristal.

El reino franco a la muerte de Pipino de Heristal (714). En esa época, el vasto ducado de Aquitania (en amarillo) estaba vinculado teóricamente al reino franco.

En 673, Clotario III murió y algunos magnates de Neustria y de Borgoña invitaron a Childerico II a que se convirtiera en rey, con lo que reunieron de nuevo los territorios bajo el mismo rey, pero poco después otros magnates neustrianos molestos con su gobierno lo asesinaron (675). Con el reinado de Teoderico III se comprobó el final de una época: el poder de los merovingios desapareció sustituido por las ambiciones de sus mayordomos de palacio. Así en Austrasia los magnates que habían conseguido el regreso de Dagoberto II, hijo de Sigeberto III, para evitar que Ebroino, mayordomo de Neustria, se inmiscuyera en los asuntos de Austrasia, terminaron asesinándolo; y Teoderico III, rey de todos los reinos merovingios, con una perspectiva exclusivamente neustriana, se alió con su mayordomo Berthar e hizo la guerra a los austrasios encabezados por su mayordomo Pipino de Heristal. En 687 los neustrianos fueron derrotados en la batalla de Tertry, y así Teoderico III fue forzado a aceptar al arnúlfida Pipino de Heristal como único mayordomo de palacio de todo el reino franco y dux et prínceps Francorum ('duque y príncipe de los francos', un título que significaba, para el desconocido autor del Liber historiae Francorum, el principio del «reino» de Pipino de Heristal). Después de eso, los monarcas merovingios quedaron subyugados por el mayordomo de palacio, quien ejercía el verdadero poder real.
Durante el período de confusión de las décadas de 670 y 680, se hicieron intentos para reafirmar la soberanía feudal franca sobre los frisones, pero inútilmente. En 689, sin embargo, Pipino de Heristal puso en marcha dos años después de Tertry una campaña de conquista de Frisia occidental (Frisia Citerior, al oeste del río Fli) y derrotó a Radbod, rey de los frisones, en la batalla de Dorestad (689 o 690), en Dorestad, entonces un importante centro comercial en la desembocadura del Rin. Toda la tierra entre el río Escalda y el Fli fue incorporada al reino franco. Entonces, hacia 690, Pipino atacó Frisia central (entre el río Fli y el Ems) y tomó Utrecht. En 695 Pipino de Heristal pudo incluso patrocinar la fundación de la diócesis de Utrecht y el comienzo de la conversión de los frisones al catolicismo por san Willibrord, Apóstol de los frisones. Sin embargo, Frisia Oriental (Frisia Ulterior, al este del Ems) quedó fuera del protectorado franco.
Después de haber obtenido grandes éxitos contra los frisones al norte de Austrasia, Pipino de Heristal se volvió al sur, a luchar contra los alamanes. En 709 lanzó una guerra contra Willehari, duque del Ortenau, probablemente en un esfuerzo para forzar la sucesión de los jóvenes hijos del difunto Gotfrido en el trono ducal. Esta interferencia condujo a otra guerra en 712 y los alamanes, de momento, fueron reincorporados al poder franco. Sin embargo, en la Galia meridional, que no estaba bajo la influencia de los arnúlfidas, las regiones tensaban sus relaciones de dependencia con la corte real bajo líderes como por ejemplo el obispo borgoñón Savarico de Auxerre, Antenor de Provenza y Eudes de Aquitania.
Los reinados de Clodoveo IV y Childeberto III entre 691 y 711 tuvieron todas las características de los de los rois fainéants (reyes holgazanes), aunque Childeberto en funciones de juez supremo del mandato realizó juicios en contra de los intereses de sus supuestos amos, los Arnúlfidas.

#### Carlos Martel
Cuando falleció Pipino de Heristal en 714, el reino se hundió en una guerra civil y los duques de las provincias periféricas se desvincularon de la influencia de los pipínidas. El sucesor designado de Pipino en la mayordomía de palacio bajo su viuda Plectruda fue Teodoaldo, que se opuso inicialmente a la tentativa del rey Dagoberto III de designar a Ragenfrido como mayordomo de palacio en todos los reinos merovingios. Cuando falleció Dagoberto III en 715, los neustrianos convirtieron a un oscuro monje llamado Daniel en rey merovingio que se impuso dificultosamente bajo el nombre de Chilperico II.
Después de la derrota de Plectruda y Teodoaldo a manos de Chilperico II y de su mayordomo Ragenfrido, pronto apareció un tercer candidato a la mayordomía de Austrasia: el hijo adulto e ilegítimo de Pipino de Heristal, Carlos Martel (Carlos, el Martillo). Martel elevó brevemente a su propio rey merovingio, Clotario IV, para oponerse a Chilperico. Finalmente, en la batalla de Soissons (718), Martel derrotó a sus rivales y los forzó definitivamente a resignar todos sus cargos, aceptando el regreso final del rey Chilperico a condición de que el propio martel recibiera las dignidades de su padre Pipino como mayordomo de todos los reinos. No hubo más reyes merovingios que ejercieran como tales después de este suceso y Martel y sus herederos, los carolingios, gobernaron a los francos, pero aun no lo hacían como reyes.
Después de 718, Martel emprendió una serie de guerras para consolidar la hegemonía de los francos en Europa occidental. En 718 derrotó a los sajones rebeldes, en 719 recorrió Frisia occidental, en 723 reprimió una nueva rebelión sajona otra vez, y en 724 derrotó al anterior mayordomo de Neustria Ragenfrido y a sus neustrianos rebeldes, terminando la fase de guerra civil de su gobierno.
Entretanto, cuando murió Chilperico II en 721, sin dejar heredero, fue el turno de Martel de sacar a un merovingio de un monasterio para convertirlo en rey, Teoderico IV. Este último nunca poseerá la realidad del poder y se hará a un lado frente a su poderoso mayordomo de palacio. En 724 Martel condicionó la elección de Hugberto de Baviera para la sucesión ducal sobre los bávaros y forzó a los alamanes a asistirle en sus campañas en Baviera (entre 725 y 726), donde se promulgaron leyes en nombre de Teoderico IV. En 730 Alemannia tuvo que ser subyugada por la espada y su duque, Lanfredo, fue asesinado. En 734 Martel combatió contra Frisia oriental y, finalmente, la sometió. Cuando Teoderico IV murió en 737, Martel ya era tan influyente que pudo prescindir de un rey hasta su propia muerte en 741. Su hijo, Pipino el Breve, lo sucedió y, aunque asumió primero el papel de colocar en el trono en 743 a un merovingio, a saber, Childerico III, no dudará en deponer a este ocho años más tarde y ser elegido rey en su lugar. Luego comenzó la dinastía carolingia.

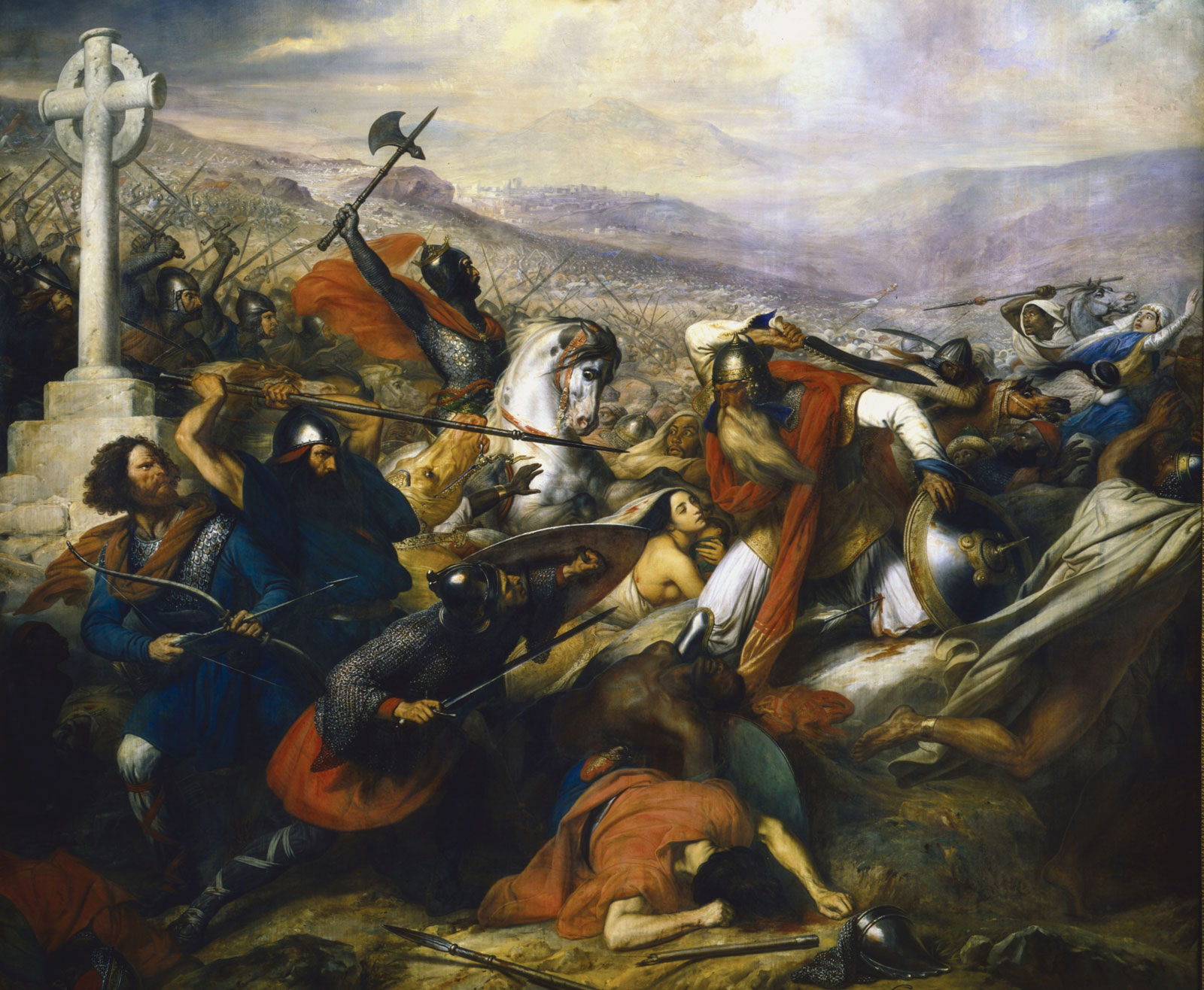
Batalla de Poitiers, en octubre de 732, obra de Charles de Steuben (Museo de Historia Francesa de Versalles)

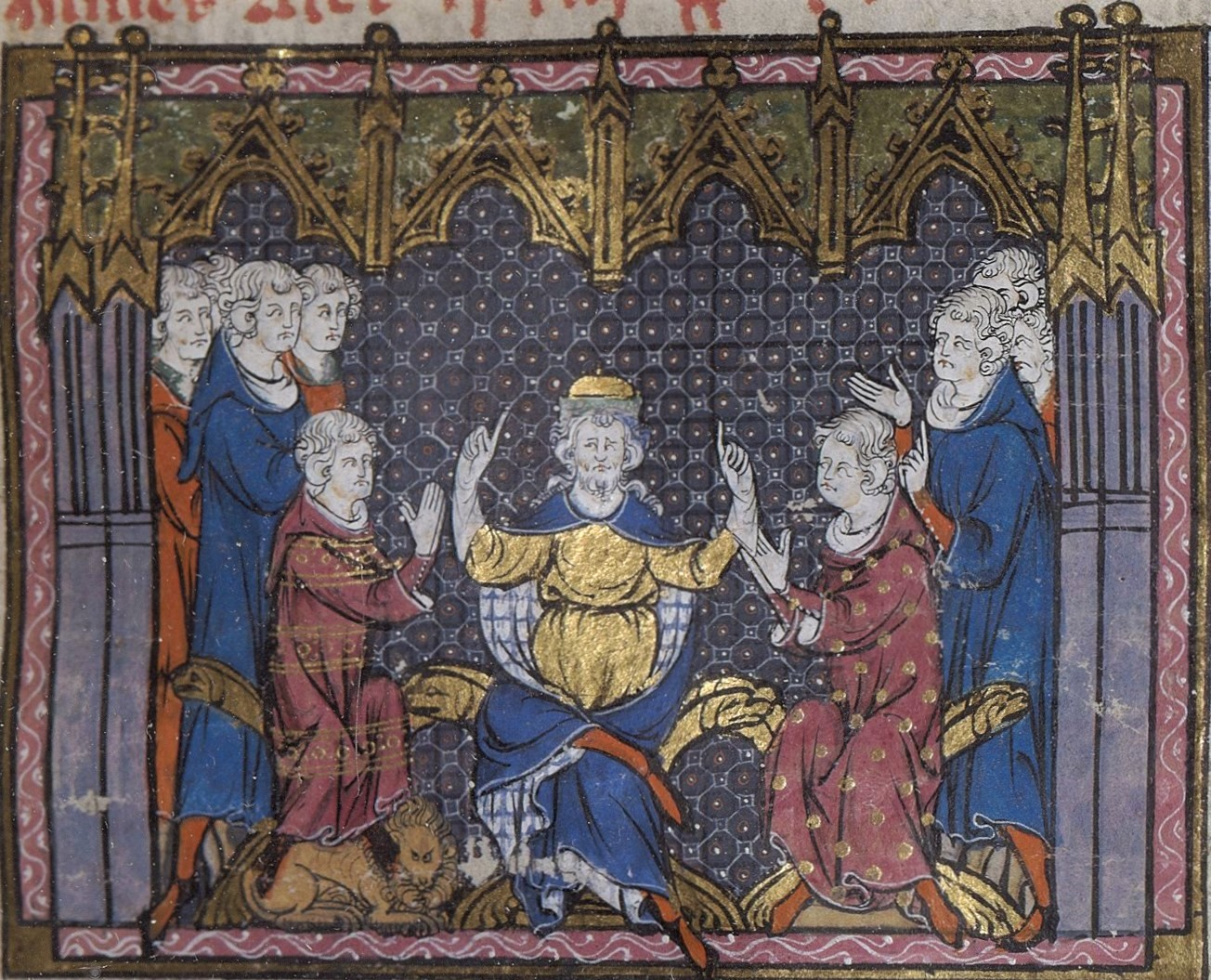
Carlos Martel divide el reino entre sus hijos Pipino y Carloman,Grandes Chroniques de France,, Paris, BnF.

En la década de 720, se había consumado prácticamente la invasión musulmana de la península ibérica, y se iniciaron las razzias sobre las Galias. En 725, los árabes tomaronn Carcasona a los visigodos, de forma que una vez sometidos los visigodos en Septimania, en la década de 730, los árabes iniciaron avances hacia el norte. Cuando los musulmanes invadieron Aquitania, el duque Eudes de Aquitania pidió ayuda al mayordomo de los francos, Carlos Martel llegó y en 732 les enfrentó en la batalla de Poitiers, donde el ímpetu de la caballería musulmana fracasó contra las líneas de su infantería pesada. De esta manera pudo establecer su poder e influencia hacia el sur del reino. Contra esas aspiraciones los locales, dirigidos por el dux Mauronto, favorecieron la expansión árabe hacia el este: en el 735 estos tomaron Arlés y en el 737 se apoderaron de Aviñón y extendieron sus razzias hasta Lyon y Aquitania; pero a pesar del contrataque del mayordomo franco, en Provenza, desde 739, los sarracenos amenazaron a los lombardos. Martel con el apoyo lombardo pudo asegurarse el control de la región, aunque no de modo completo, ya que hasta 759 no se logrará recuperar Narbona, lo que hará su sucesor, ya rey, Pipino el Breve.
El triunfo de Poitiers acabó de hacer de Carlos Martel el amo del reino. Aprovechó esto para darle una sólida organización militar. Hasta ese momento el ejército había estado formado únicamente por hombres libres, criados en los condados en tiempo de guerra. Era una simple milicia de soldados de infantería, que se equipaba a sus expensas, era difícil de reunir y de movimientos lentos. Después de Poitiers, Carlos resolvió crear, siguiendo el ejemplo de los árabes, una caballería que pudiera moverse rápidamente para enfrentarse al enemigo y reemplazar la ventaja del número por la de la movilidad. Tal novedad presuponía una transformación radical de los usos anteriores. No se podía imponer a los hombres libres al mantenimiento de un caballo de guerra, ni la adquisición de los costosos equipos de caballero, ni el largo y difícil aprendizaje del combate a caballo. Para lograr este objetivo, era necesario, por tanto, crear una clase de guerreros con los recursos correspondientes al rol que se esperaba de ellos. Se hizo un gran reparto de tierras a los vasallos más robustos del mayordomo de palacio, quienes no dudaron en secularizar, a tal efecto, un buen número de bienes de la Iglesia. A todo hombre de armas a quien se le concedía una tenencia o, para usar el término técnico, un «beneficio», se le exigía criar un caballo de guerra allí y prestar el servicio militar en cualquier requerimiento. Un juramento de lealtad reforzaba aún más estas obligaciones. El vasallo quien al principio era solo un sirviente se convirtió así en un soldado cuya existencia estaba asegurada por la posesión de un pedazo de tierra. La institución se extendió muy rápidamente por todo el reino. Los inmensos dominios de la aristocracia permitieron a cada uno de sus miembros constituir una tropa de caballeros, y no dejaron de hacerlo. El nombre original de beneficio desapareció un poco más tarde, reemplazado por el de feudo. Pero la propia organización feudal, en su mayor parte, se encuentra en las medidas tomadas por Carlos Martel. Fue la mayor reforma militar que había conocido Europa antes de la aparición de los ejércitos permanentes. Además, iba a tener un impacto profundo en la sociedad y en el Estado. Básicamente, fue solo una adaptación del ejército en un momento en que el gran dominio dominaba toda la vida económica y dio como resultado dar a la aristocracia terrateniente el poder militar con poder político. El viejo ejército de hombres libres no
Poco antes de morir en octubre del 741, Carlos Martel dividió el reino entre los dos hijos que había tenido con su primera esposa como si fuera un rey, marginando a su hijo menor Grifón, que recibió una pequeña porción (se desconoce exactamente cual). Aunque no se había designado un nuevo rey desde la muerte de Teodorico IV en 737, los hijos de Carlos, Pipino el Breve y Carloman seguían siendo solo mayordomos de palacio, pero asumiendo el estatus real, y, tal y como habían hecho los reyes merovingios, se dividieron el territorio: Carlomán obtuvo Austrasia, Alemannia, y Thuringia, y Pipino, Neustria, Provenza, y Borgoña. Es indicativo de la autonomía de facto de los ducados de Aquitania (gobernada por Hunaldo) y Baviera (bajo Odilón) el hecho de que no fueran incluidos en la división del regnum.

#### Coronación de Pipino el Breve (754)

Mapa de los reinos merovingios y luego carolingios (de 481 a 814)

Las relaciones de Carlos Martel con la Iglesia no habían sido armoniosas. Esta última le reprochaba su secularización y le había molestado que se negara a acudir en ayuda del papado cuando fueron presionado por los lombardos, máxime cuando el papa Gregorio III le había hecho el honor de una embajada especial encargada de entregarle solemnemente las llaves de la tumba de los apóstoles. Menos absorbido por la guerra, su hijo Pipino el Breve, que le sucedió en 741 como mayordomo del palacio y en el gobierno del reino, mantuvo muy rápidamente relaciones estrechas con Roma.
Cuando accedió al poder, acababan de comenzar las misiones anglosajonas entre los germanos paganos más allá del Rin, lideradas por san Bonifacio. Pipino le mostró inmediatamente un celo y una benevolencia a los que los apóstoles del cristianismo no estaban acostumbrados. Además de los motivos religiosos, tenía un interés político. Pipino comprendió que la forma más eficaz de pacificar a los frisones, turingios, bávaros y sajones, y de prepararse para una futura anexión, era convertirlos primero. De ahí el interés que mostró por los proyectos de Bonifacio, el apoyo que le brindó, sus favores con respecto al asedio de Mainz.que, erigida en metrópoli de la nueva Iglesia germánica, quedó vinculada, desde su nacimiento, a la Iglesia franca.
Sin embargo, Bonifacio, hijo sumiso del papado en su calidad de anglosajón, no se puso a trabajar hasta que solicitó y recibió el asentimiento y las instrucciones de Roma. Se encontró así, gracias a sus relaciones con el mayordomo del palacio, el intermediario natural entre este último y el papa. Ahora, necesitando cada uno de ellos al otro, solo querían acercarse. Pipino, ya un rey de facto, aspiraba a serlo en derecho. Pero dudaba en quitarle la corona a su legítimo poseedor, en quien aún vivía una larga tradición dinástica. Para llevar a cabo el golpe de Estado era necesario ampararse en la máxima autoridad moral que existiera, obteniendo la aprobación del pontífice romano. El papa, ante una situación insostenible, también necesitaba a Pipino. En efecto, había llegado el momento de romper con el emperador bizantino, cuyo cesarismo herético se volvía cada vez más arrogante, y que dejó, por impotencia o mala voluntad, que los lombardos avanzaran hacia las puertas de Roma (el rey lombardo Aistulfo también tomará el exarcado de Rávena en 751).
La alianza se concluyó fácilmente. En 751, los diputados de Pipino fueron a preguntar gravemente al papa Zacarías si no era apropiado que el título real perteneciera más a quien ejercía la autoridad suprema que a quien poseía solo la apariencia de ella. No menos gravemente, el papa corroboró su opinión sobre este punto de la moral política. Unas semanas más tarde, Pipino fue proclamado rey por una asamblea de grandes. El último descendiente de Clodoveo I, Childerico III, fue tonsurado y enviado a un monasterio donde terminó sus días. La fecha de su muerte es desconocida. Quizás nunca desapareció una dinastía en medio de tanta indiferencia y después de un golpe de Estado más fácil.
Para asegurar su legitimidad, Pipino fue coronado rey en 754, en Saint-Denis por el papa Esteban II. Su coronación marcó posteriormente el advenimiento de la dinastía de los carolingios.

## La realeza merovingia

### ¿La expansión del cristianismo a través de la realeza sagrada?
El bautismo de Clodoveo I simbolizaba la conversión de los francos al cristianismo, promoviendo la fusión de ese pueblo germánico con el pueblo galorromano. Este acontecimiento aparece como el origen de la sagrada monarquía de los reyes de Francia y, por tanto, como uno de los orígenes de la nación francesa (cf. el título de Fils aîné de l'Église [Hijo Mayor de la Iglesia] llevado por los reyes de Francia ).
Los reyes merovingios, sucesores de Clodoveo I, seguían siendo poseedores de una cierta sacralidad, aunque no se beneficiaron del ritual clerical de la consagración (sacre), a diferencia de los reyes visigodos o de los reyes carolingios. Régine Le Jan dice que no hay que reducir esta sacralidad a su dimensión mágica y pagana (el heil), pero todavía existía, en el siglo VI en particular, la posibilidad de una sacralidad cristiana no controlado por parte del clero. Esta sacralidad se expresa en las funciones asumidas por el rey merovingio y se manifiesta en múltiples rituales.
El siglo VII fue para Europa y para Francia un período de penetración y expansión cristianas. La evangelización de las ciudades y de los medios aristocráticos en los que los obispos estaban directamente involucrados, y la de las campiñas en pleno crecimiento demográfico, favoreció, en particular gracias a los desbroces realizados a partir de las fundaciones monásticas, la multiplicación de los lugares de culto (monasterios merovingios) que rápidamente se convirtieron en centros de altos estudios sagrados, desarrollando la red parroquial, los dominios rurales de alguna importancia teniendo al menos desde el siglo VIII su iglesia propietaria).

### Las funciones del rey merovingio

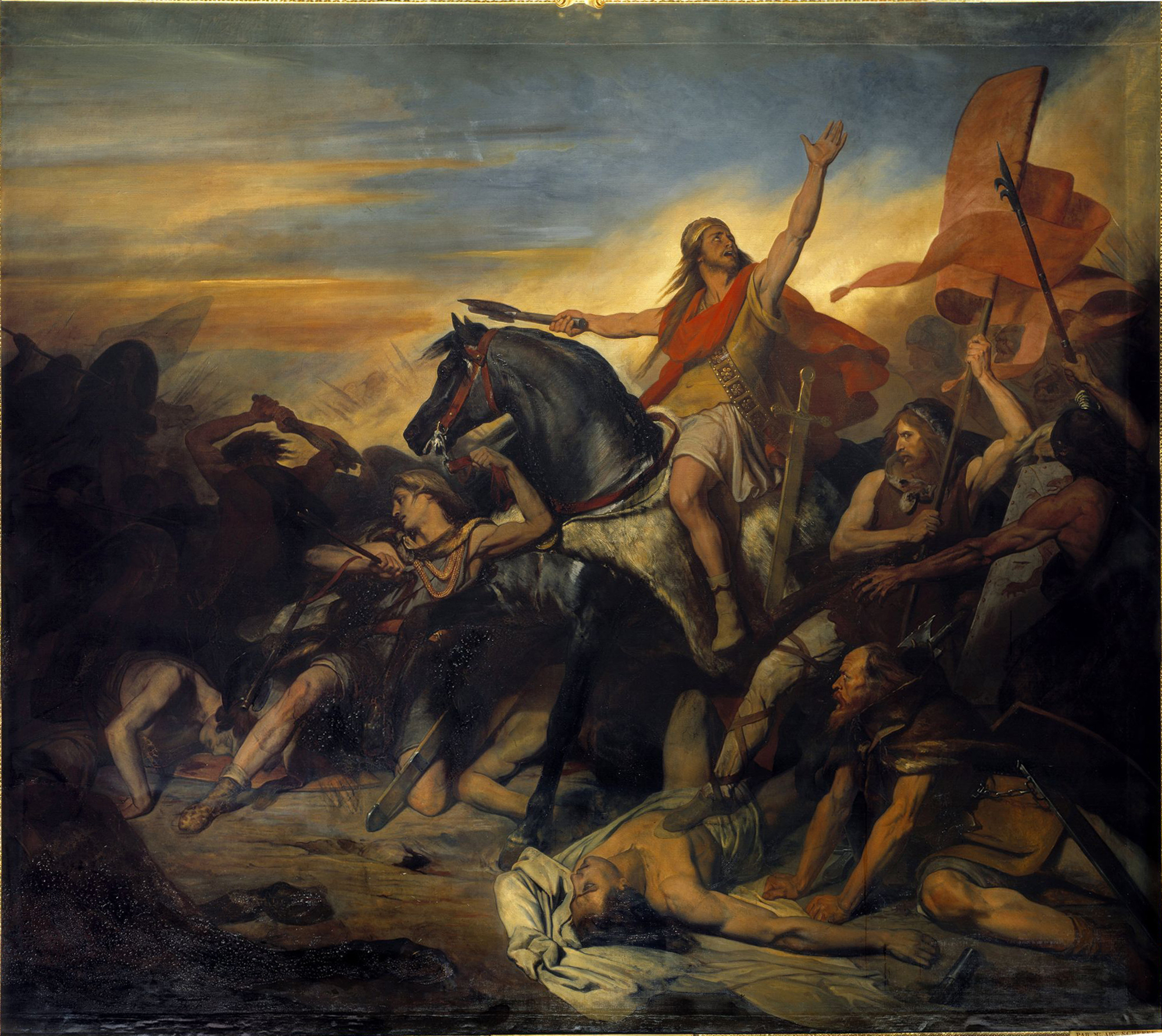
Ary Scheffer, Batalla de Tolbiac.

#### Núcleo de tradición
Al igual que otros pueblos germánicos del siglo V, la institución real nació entre los francos por el contacto con Roma. La necesidad de un interlocutor que ejerza la autoridad y la influencia del modelo romano produjeron una nueva forma de organización política. Los diversos pueblos germánicos, fragmentados y multiétnicos, construyeron su cohesión cristalizando su identidad en torno a una figura real que actuó como «núcleo de tradición» (Traditionskern). Así, los francos existieron desde el momento en que un jefe se llamó a sí mismo «rey de los francos» (rex francorum) y que propuso a sus seguidores aceptar su propia ascendencia (que se remontaría a un pasado mítico) como la del pueblo en su totalidad. El rey extraía de sus antepasados, históricos o míticos, un poder carismático, el heil, que mantendrá a través de sus victorias bélicas y que legitimará su posición. La institución real se colocó entonces por encima de los grupos de parentesco y jefes de linaje, pretendiendo así asegurar su cohesión y prosperidad.

#### Ley y paz, conquista y prosperidad

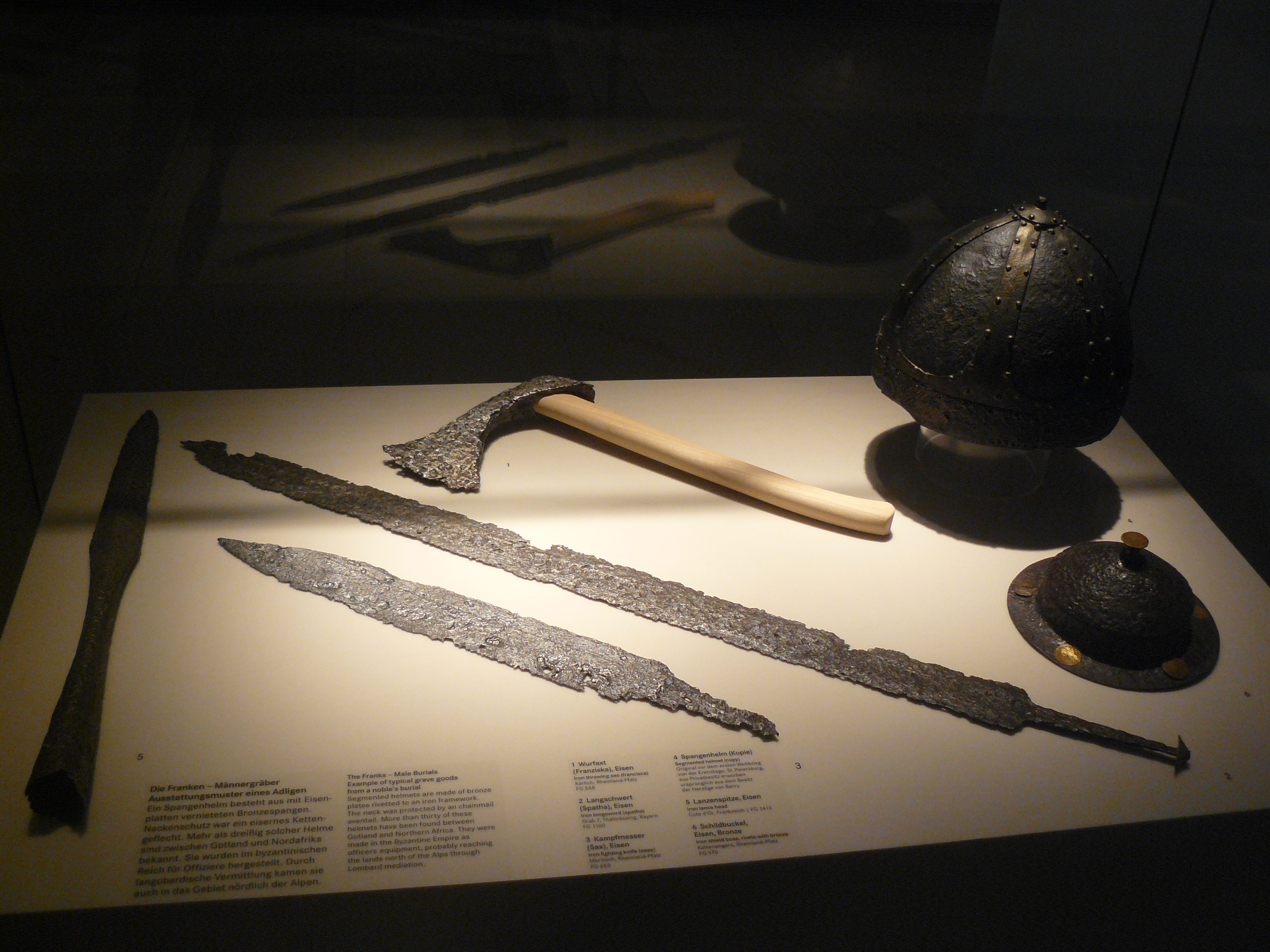
Armas francas del período merovingio: francisco, spatha, scramasaxe, spangenhelm. Núremberg, Germanisches Nationalmuseum.

Las funciones de paz y de fecundidad eran de origen divino: al canalizarlas y controlarlas, la institución real iba forjando una legitimidad sacra. El rey tendía así a concentrar en su persona la función de jurisdicción, para garantizar la paz, y la función guerrera, para asegurar la prosperidad de su pueblo. La concentración en una persona de esas dos funciones, a menudo asumidas en sociedades politeístas por dos dioses distintos, se vio facilitada por la adopción del monoteísmo: el cristianismo y su Dios único e indivisible establecía el carácter sagrado de una realeza única e indivisible.

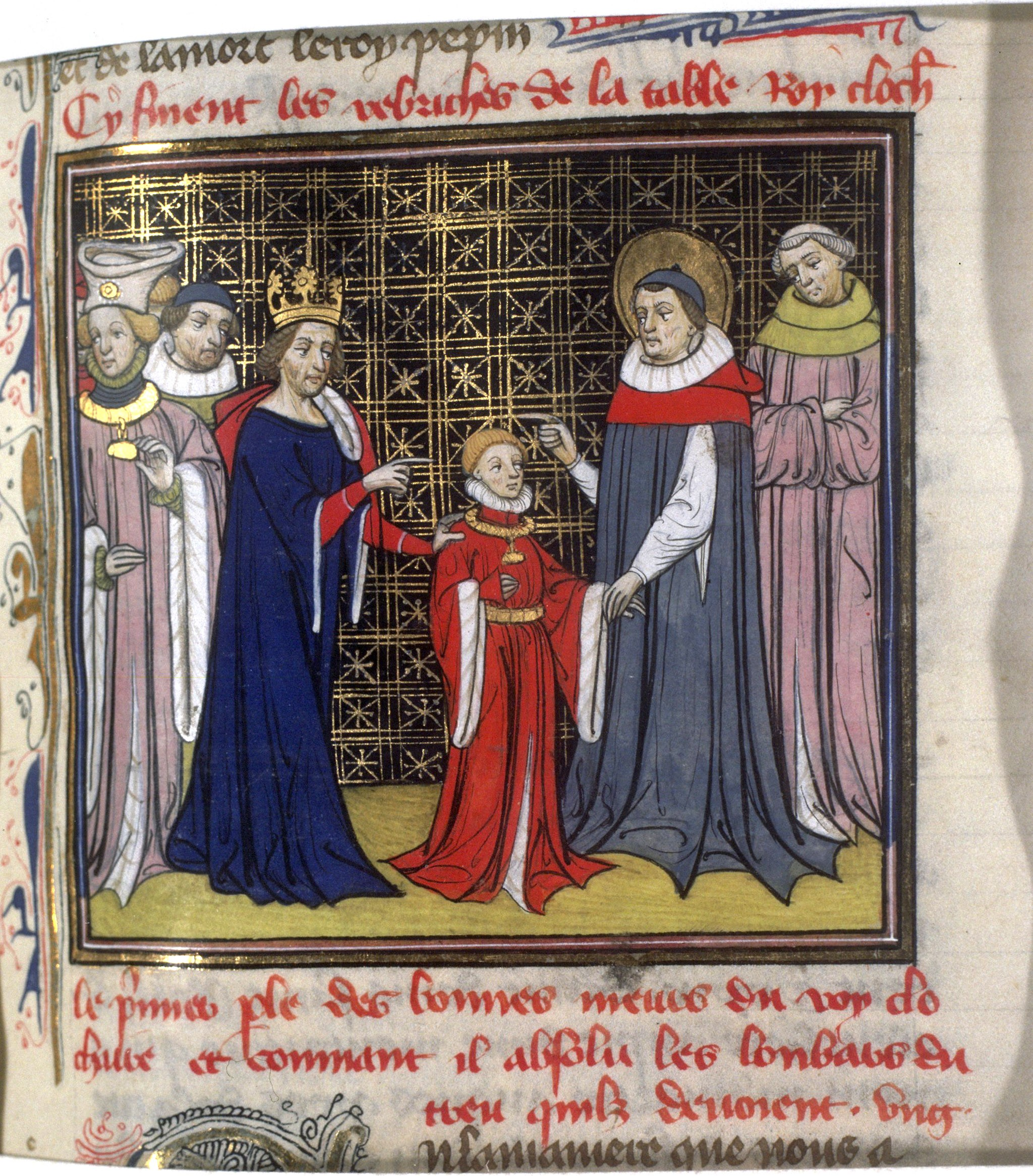
Clotario II, Dagoberto I y san Arnoldo. Grandes crónicas de Francia. París, siglo o.

La paz estaba asegurada por la creación de la ley: era una función sagrada, a la vez jurídica y religiosa; al Antiguo Testamento también se llamaba a menudo «Ley». El rey formulaba el derecho y lo hacía respetar. Así Clodoveo reunió el primer concilio de Orleans en 511 y puso por escrito la ley sálica, probablemente antes del 507, según Régine Le Jan De la misma manera, «Clotario II y Dagoberto afirmaron con fuerza su autoridad jurídico-religiosa al reunir un concilio en París y al promulgar el edicto de 614, después la ley de los ripuarios y la primera ley de los alamanes». Además, Clotario II es comparado por el clero con David, rey legislador y juez.
La prosperidad estaba asegurada por las guerras, que el rey lideraba anualmente, en verano, con el fin de ampliar un territorio capaz de producir riquezas, al mismo tiempo que acumulaba un botín que compartía con sus fieles

#### Domesticación del espacio
La sacralidad del rey también se expresaba en su domesticación del espacio. Era él quien definía y controlaba el acceso a determinados espacios sagrados, que se retiraban del uso común. Mediante la fundación de monasterios y de la institución de la inmunidad, proporcionaba ingresos al clero que rezaba por su salvación y la de su reino, al tiempo que limitaba el número de personas que podían acceder a lo sagrado. Del mismo modo, la institución de las forestes en el siglo VII, circunscritas por espacios salvajes en los que el rey se reservaba el derecho a cazar. 

El rey puede crear la prohibición y dominar todas las formas de espacios sagrados
Le roi peut créer l'interdit]et dominer toutes les formes d'espaces sacrés

A estas funciones sagradas se agregan los rituales que afirmaban la legitimidad del rey para gobernar.

### Rituales y elementos de legitimidad

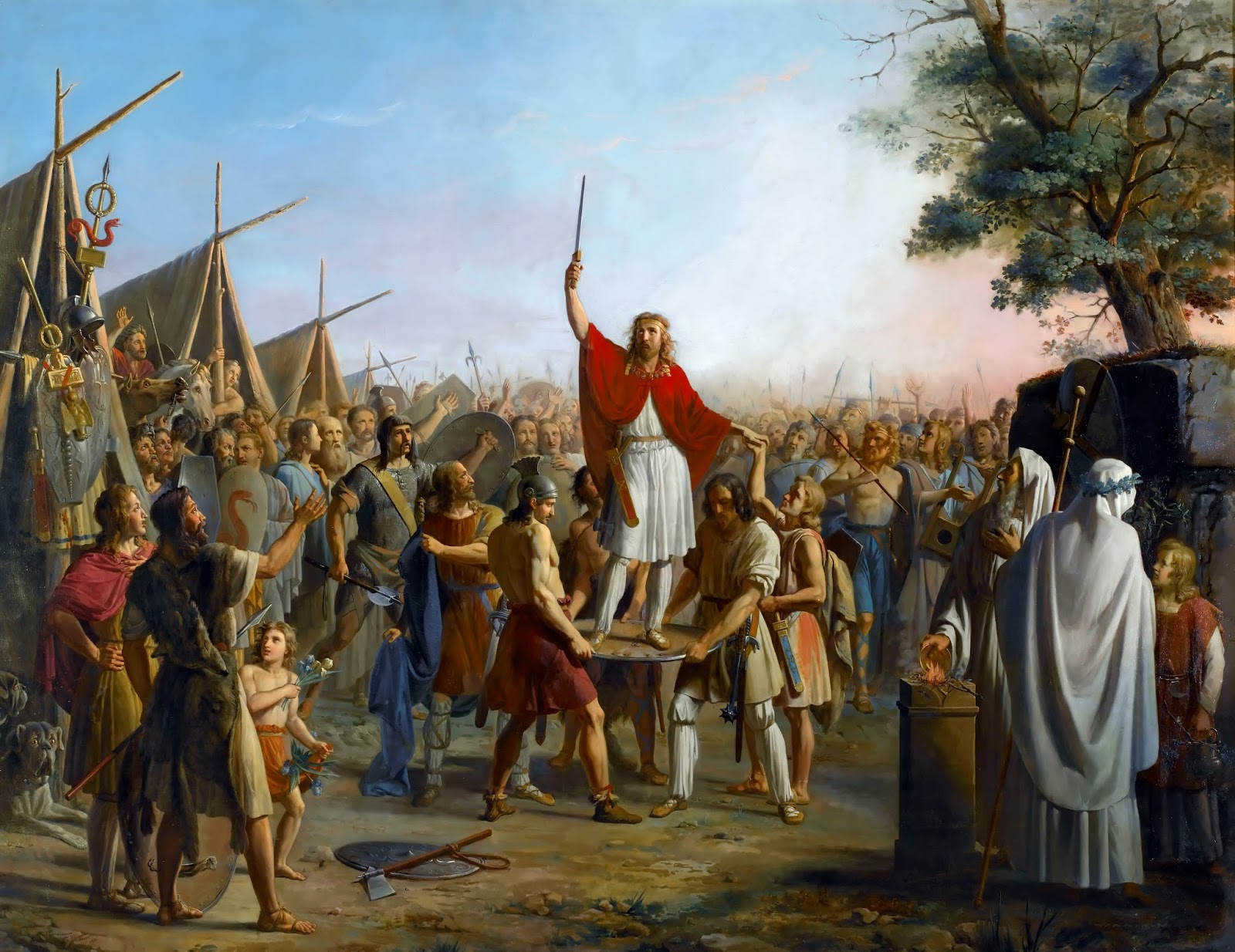
Faramundo elevado sobre el pavés. Pintura de estilo trovador de Révoil y Genod, 1841-1845.

#### La elevación del pavés
La realeza merovingia, como muchas otras, requería, para legitimarla, de un ritual que expresase y generase el consenso. Ese ritual, la elevación sobre el pavés (pavois, un tipo de escudo) por parte de los hombres libres, ha sido erróneamente atribuida a una tradición germánica —elección de su líder en la guerra por aclamación durante una asamblea de guerreros libres, elevándolo sobre un escudo— aunque revela ser una imitación imperial. Fue utilizada por los emperadores romanos elegidos por su ejército y su transmisión se realizó a partir de Oriente a Occidente en el siglo IV por el contacto entre los pueblos germánicos y el ejército romano. Ese ritual estaba todavía en uso en Bizancio al final del siglo VI. El ritual del pavés deriva de un simbolismo, corriente tanto en Oriente como en Occidente, en el que la elevación vertical reflejaba el acceso a la esfera divina, a lo sagrado. La elevación sobre el pavés, que cuenta con un líder militar y sus soldados, también afirmaba el carácter bélico de la realeza y, de acuerdo con Régine Le Ene, cuando Gregorio de Tours menciona este ritual en su Dix Livres d'Histoire (final del siglo VI), lo incluye con veladas palabras de desaprobación porque no estaba controlado por el clero; para el obispo de Tours, ese ritual manifestaba la elección del rey por sus guerreros pero no su elección por Dios. De hecho, tanto en Occidente como en Bizancio, ese ritual desapareció en el siglo VII, cuando los clérigos monopolizaron el ritual de la coronación.

#### El circuito

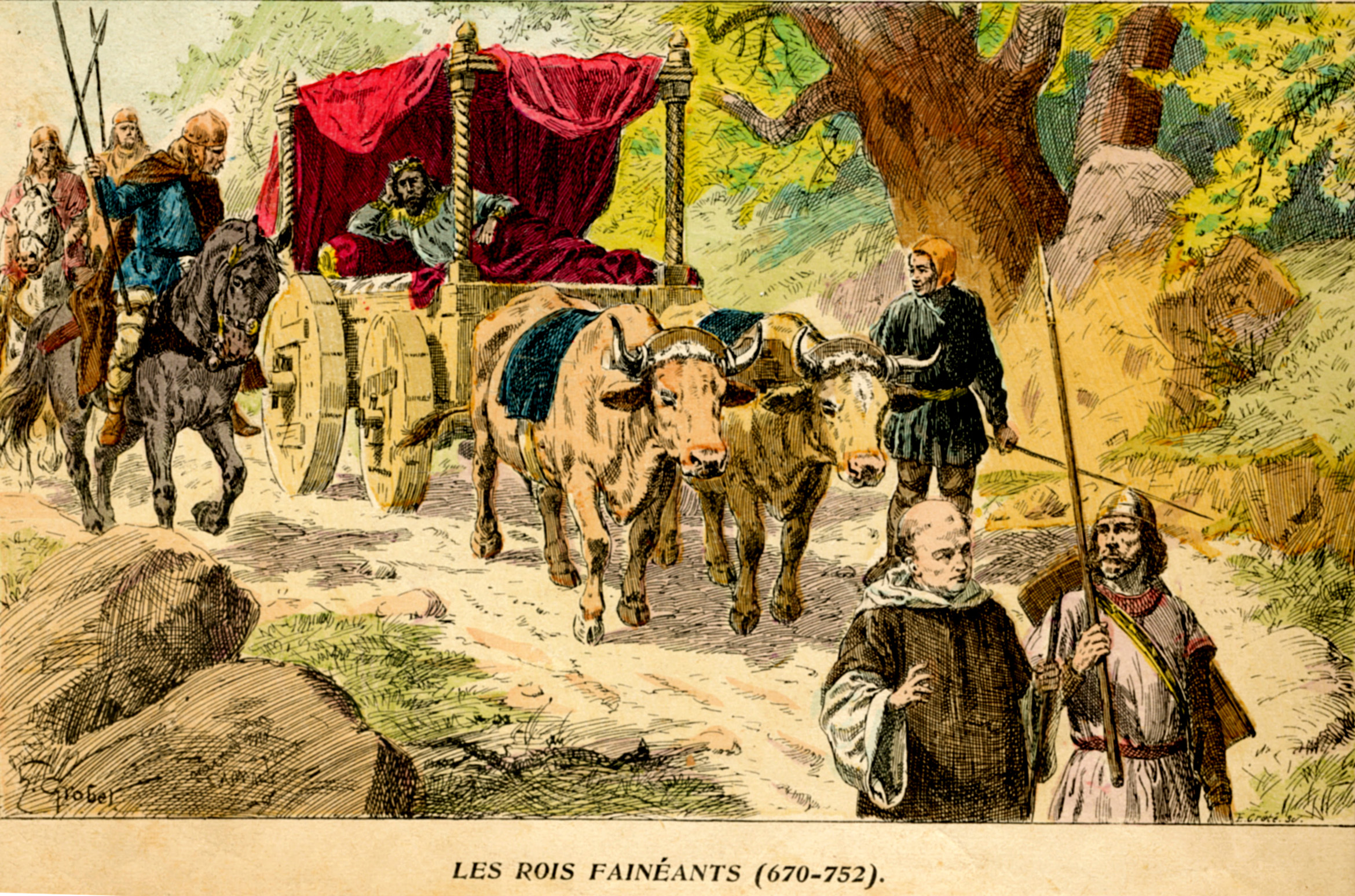
Representación tradicional de un rey perezoso en su carro de bueyes. Litografía de H. Grobet sacada de una Histoire de France ilustrada (ediciones Émile Guérin, 1902).

Tradicionalmente, el nuevo rey debía circular por su reino, montado en una carreta tirada por bueyes. Ese ritual del circuito simbolizaba la toma de posesión del territorio dentro del cual el rey multiplicaba las fuerzas de producción y de fertilidad. Eginardo, fiel y biógrafo de Carlomagno, se burlaba de ese rito arcaico: en su empresa por desacreditar a la dinastía merovingia, describió a los reyes que se movían constantemente revolcándose en una carreta de bueyes y forjó la imagen de reyes holgazanes. Se trataba, sin embargo, de un rito de fertilidad muy antiguo del que ya se puede encontrar testimonio en el libro Germania de Tácito.

#### El nombre

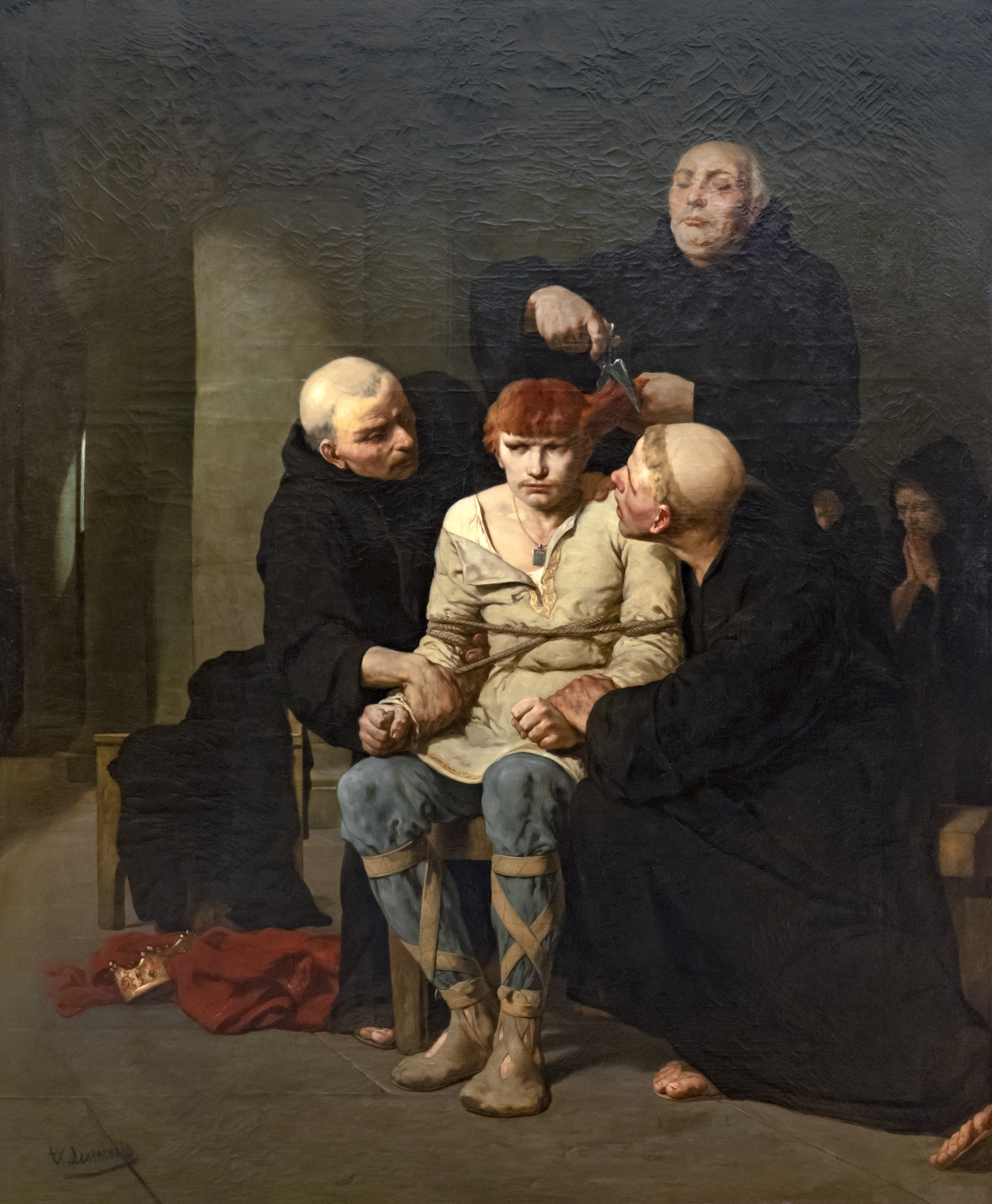
El último de los merovingios.
Óleo sobre lienzo de Évariste-Vital Luminais,.

Entre los reyes francos, la elección, simbolizada por la elevación del pavés, se combinaba con la herencia, manifestada por la transmisión del nombre dinástico. Muy rápidamente, los reyes merovingios transmitían los nombres completos de sus antepasados a sus hijos: el nombre era tanto una herramienta de identidad como un programa político. Así, los hijos de Clodoveo I (Clodomiro y Clotario I) dieron el mismo nombre burgundio a sus propios hijos (Gunthar/Gontran) para apoyar su toma de control de Burgundia. Afirmaban la legitimidad de su dinastía en ese nuevo territorio vinculándolo a un antepasado de los reyes de los burgundios. De la misma forma, en 715, cuando se trataba de sacar al clérigo Daniel de su monasterio para convertirlo en rey merovingio, pasará a llamarse Chilperico II y se ocuparan de que le crezca el pelo, otro elemento de legitimidad.

#### Reyes cabelludos
El simbolismo del cabello largo, sede del poder sagrado y de fuerza, está presente en la tradición bíblica. En el Antiguo Testamento se lee que la consagración a Dios implicaba la renuncia al corte de pelo. Es este mismo simbolismo el que se expresa cuando el juez Sansón pierde su fuerza sobrehumana después de que Dalila le cortara el pelo. Si el llevar el pelo largo entre los francos era muy anterior a la conversión al cristianismo, el historiador Régine Le Jan explica que fue Gregorio de Tours quien confirió todo su peso simbólico a esta larga cabellera, al crear la imagen de los «reyes cabelludos» (reges criniti) y al inscribir a los merovingios en la filiación de los reyes del Antiguo Testamento. Pipino el Breve no descuidará la fuerza de este símbolo y cuando decida deponer al último merovingio, Childerico III, con la aprobación de los papas Zacarias y Esteban II, no dejará de hacer que le tonsuren.

## Organización del poder merovingio

### Clientelismo y concepto mundium
El regnum francorum merovingio se apoyaba principalmente en una red de lealtades. Los reyes distribuían tierras, rentas y cargos «públicos» (el más común era el de conde) desde el tesoro real (el fisco, un concepto tomado de la romanidad) para recompensar a los aristócratas fieles y asegurar su apoyo. La tesorería real, tanto privada como pública (porque el rey era una emanación del pueblo), había reemplazado así a los «bienes públicos» de la época romana, evolución que sentó las bases del vasallaje.
El régimen de la clientela, heredado del Imperio romano, incitaba a los débiles a ponerse bajo la protección (mundium o mainbour) de un poderoso a cambio de su libertad o de sus independencia. Este proceso llamado «recomendación» exigía del protegido que sirviese a su protector de acuerdo con un contrato sinalagmático. El padre de familia protegía a sus hijos de su mundium hasta que llegaban a la edad adulta. Las hijas permanecían bajo el mundium de su padre hasta su matrimonio, transmitiendo al marido el deber de protección. A diferencia de la ley romana, que requiere que el padre de la novia pagase una gran dote, el derecho merovingio establecía que la mayor transferencia de propiedad era del novio al padre de la futura esposa. También establecía que un tercio de los bienes del novio (la tertia una parte de la herencia) volvieran a su esposa tras su muerte. «No se trata de comprar a su prometida: esta suma sella el vínculo entre las dos familias y marca el consentimiento del padre».

### Administración del palacio

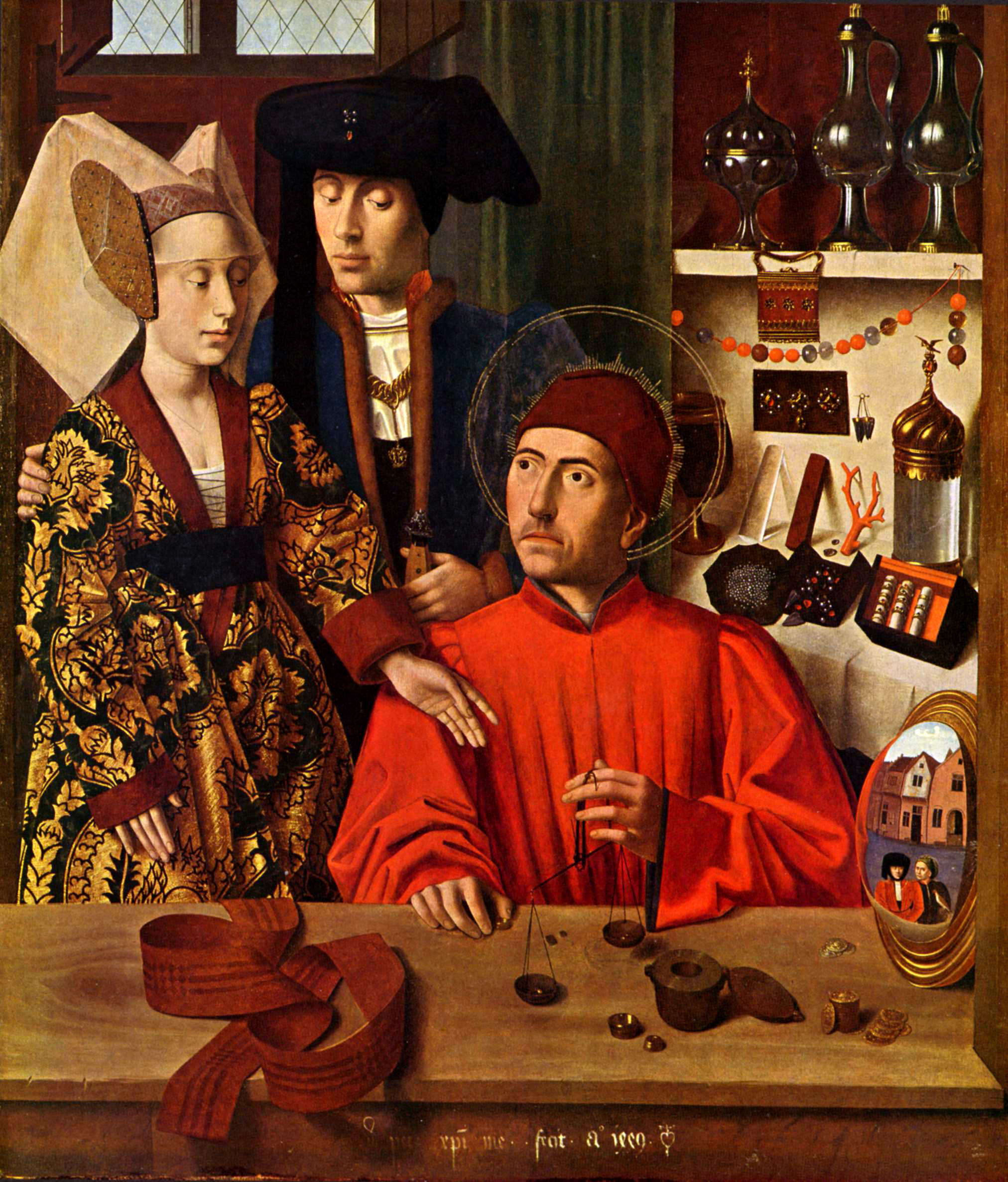
Petrus Christus, Saint Éloi à l’atelier, 1449.

La administración del palacio real era confiada a funcionarios palatinos, fieles y compañeros del rey, incluso a menudo laicos:
- el «referendario» (référendaire), o «canciller» (chancelier), encargado de supervisar la redacción y conservación de los actos oficiales;
- el «monetario» (monétaire), encargado del dinero y de las finanzas (san Eligio asumió esta responsabilidad);[20]
- el «condestable» (connétable o comes stabuli), o «mariscal» (maréchal ), encargado de las caballerizas reales;
- el «conde del palacio» (comte du palais), a cargo del tribunal del palacio, que se ocupa de los casos importantes que se remitían al rey;
- pero fue sobre todo el cargo de «mayordomo de palacio» (maire du palais) (major domus), una especie de primer ministro del rey, que cobró importancia por su papel central en el corazón de las relaciones de poder con la aristocracia. Esta importancia fue asumida por los merovingios desde el edicto de Clotario II (614).

El palacio también albergaba en su interior a la guardia personal del rey (la «truste»), formada por sus guerreros más fieles («antrustions» o «leudes»), así como los nutriti (literalmente, 'alimentados') en la época de Dagoberto, es decir, a los hijos de las grandes familias aristocráticas que habían sido enviados a la corte del rey para ser formados y, que a menudo, ocuparan allí una posición importante durante un largo tiempo.

### Condes y obispos
El poder local era conferido a los condes (comes o «compagnon» del rey), designados por el rey e instalados en las grandes ciudades. El conde dirigía una circunscripción formada por varios pagi (de los que deriva «pays»), una división heredada del Imperio romano, y constituía un verdadero relevo del poder. Sus funciones fueron diversas: convocaba a los hombres libres para el ejército real (la hueste, ost), recaudaba ciertos impuestos y presidía la corte del condado (el mallus) en nombre del rey. El cargo de conde prometía un futuro brillante: sobrevivió a lo largo de la Edad Media y sus titulares afirmaron su independencia siempre que fallaba el poder central. Así, a partir del período merovingio, ciertos condes formaron dinastías reales y se volvieron incontrolables, especialmente en las regiones periféricas del reino. Parte de la aristocracia del reino constituía entonces una nobleza hereditaria. Al final del siglo VII, el título de duque de los francos, o dux francorum, podía venir a oficializar la dominación de un aristócrata sobre un vasto territorio (varios condados o una región entera como Austrasia); varios Pipínidas llevaron el título de duque.
En cada ciudad, junto a los condes, también estaban los obispos, oficialmente elegidos libremente por sus conciudadanos, pero cuya elección requería, de hecho, el consentimiento del rey. Además de su total competencia en materia de confección del derecho de la Iglesia (en el seno de los concilios ), a los obispos se les encomendaron importantes responsabilidades civiles en las ciudades en las que ostentaban el cargo. Fueron un eslabón importante en la administración del reino merovingio.

## Religión entre los merovingios

### La iglesia merovingia
Los soberanos merovingios, que afirmaban tener orígenes divinos y un parentesco con Cristo, reconocieron muy rápidamente el potencial de la Iglesia: de hecho, Clodoveo I vio en ella un formidable instrumento de legitimación de su reinado en un mundo donde el cristianismo tendía a reemplazar la legalidad romana. De hecho, después de su bautismo, afirmó su autoridad sobre los obispos durante el Primer Concilio de las Galias en 511, reuniendo así a las iglesias bajo su autoridad.
La historia de la Iglesia franca desde el 600 hasta la muerte de Pipino el Breve (768) se desarrolla en tres períodos: durante el primero, mientras los reyes merovingios perdían uno tras otro la dirección de su reino, la antigua forma de vida eclesial de la Galia romana desaparecía poco a poco, y comenzaban a aparecer centros religiosos como la abadía de Saint-Denis, cerca de París. El segundo período, cuando los mayordomos de palacio ejercían el poder, vio disolverse rápidamente toda la vida eclesial organizada; ya no hubo sínodos ni concilios, y las abadías y obispados se secularizaron. Durante el tercer período, bajo Carloman y Pipino, se manifestaron claramente una auténtica renovación de la disciplina y un deseo de reforma: Pipino fue el verdadero fundador del reino franco; fue el primero en proponer los objetivos, los ideales y los métodos de gobierno que su hijo Carlos tenía que llevar al más alto grado de perfección. Al final de ese período de transición, ubicado entre los últimos años del Imperio romano y el surgimiento de la monarquía franca, la Iglesia de la Galia cambió de estatus: de ser solo al principio una extensión del cristianismo romano a lo largo de las rutas y los ríos de la Galia meridional, se convirtió posteriormente en una iglesia regional más territorial, gobernada directamente por el rey.

### Organización
En los primeros días del período merovingio, la Iglesia y el Estado no estaban realmente separados: la autoridad de los obispos estaba vinculada a la del rey y viceversa.
La organización y la administración de la Iglesia estaba entonces gobernada por los obispos, que residían en las «cités» o las grandes villas, con las que el cristianismo había formado un estrecho vínculo: la presencia de un obispo en estos lugares hacía de ellos una villa. Desde el siglo IV, los obispos no solo asumieron el poder pastoral en sus diócesis, sino que también se convirtieron en poderosos señores temporales, representantes y protectores de su comunidad. Estos obispos tenían un dominio absoluto sobre las finanzas y el clero de su diócesis, así como sobre los dominios pertenecientes a sus iglesias y, a medida que el poder central se debilitaba, estos obispos emergieron como la única fuente verdadera de autoridad y se convirtieron en los verdaderos gobernantes del país, manteniendo ese papel bajo los primeros reyes merovingios, que no tenían ni los recursos ni la organización propios de una sociedad civilizada. Gobernaron las «cités», impartieron justicia y remediaron las calamidades públicas.
A nivel local, se siguieron fundando iglesias a medida que se extendía la influencia cristiana, desde los ejes carretereros y fluviales hacia las zonas rurales. Al final del siglo VII, la Galia era en su mayor parte cristiana, la Iglesia tenía entonces al menos una cuarta parte de la tierra cultivada, pero no del todo: de hecho, aparte de algunas iglesias en las grandes "ciudades" y de los monasterios, la vida religiosa era de una gran simplicidad. El sacerdote servía en una iglesia privada durante toda su existencia y, por lo tanto, solo necesitaba un bagaje de conocimientos limitado, como la legislación religiosa sobre el matrimonio y el incesto. Sus deberes eran principalmente decir misa y bautizar. En ese momento, los cónyuges aún no estaban obligados a que un sacerdote bendijera su matrimonio, aunque esa práctica era común. Es probable que el sacerdote no tuviera contacto con la autoridad superior hasta la ocasión de la reunión anual del sínodo en la catedral durante la Semana Santa, durante la cual obtenía los santos óleos para el año. Las visitas episcopales serían raras, si no desconocidas.

### Lucha contra el paganismo
El paganismo persistió durante mucho tiempo, al igual que muchas ceremonias supersticiosas, así como la brujería heredada de un pasado celta o romano (la cual fue perseguida por los propios emperadores romanos paganos). En ese momento, todo obispo conscientemente dedicaba una parte de su vida a la predica apostólica y, aunque solo él, según la tradición y el derecho canónico, tenía el derecho y el deber de exponer los artículos de fe, se veían abades y sacerdotes celosos de evangelizar a los habitantes de regiones lejanas y no civilizadas. El rey Childeberto I, mediante un decreto emitido en 554, prohibirá la adoración de ídolos en su reino. Casi al mismo tiempo, Procopio de Cesarea dirá de los francos:

Estos bárbaros tienen una forma de ser cristianos que les es propia; aún observan varios usos de la idolatría antigua, y ofrecen, para conocer el futuro, sacrificios impíos y víctimas humanas.
Ces Barbares ont une manière d'être chrétiens qui leur est propre ; ils observent encore plusieurs usages de l'ancienne idolâtrie, et offrent, pour connaître l'avenir, des sacrifices impies et des victimes humaines
Procopio de Cesarea 

## Sucesión entre los merovingios
Durante los tratados entre el Imperio romano y los francos salios, encabezados por reyes que serán los ancestros de los merovingios de la historiografía, se recordaba que la sucesión al cargo de «general »seguía siendo una prerrogativa del Princeps romain. Muy pronto este ya no pudo imponer sus elecciones; por tanto, solo podía validarlas a petición del general que asumía el mando tras la muerte de su predecesor. De hecho, el general, «rey» para su pueblo, era nombrado según las costumbres germánicas que prevalecían entre su pueblo, y esa elección estaba validada por el Princeps senatus.
El reino franco era considerado según la tradición germánica como un bien patrimonial, es decir que el reino constituía el dominio familiar del rey. Ya no existía ninguna distinción entre el Estado, su persona y su propiedad. Por lo tanto, las victorias militares daban como resultado un aumento de la propiedad familiar del rey. Y los repartos tras el fallecimiento del rey daban lugar a divisiones territoriales, segregaciones y redistribuciones, reunificaciones y nuevas particiones, en un proceso que originaba asesinatos y guerras entre las distintas facciones. La división se basaba en la ley sálica germánica. Esta ley excluía a las mujeres de la herencia mientras hubiera herederos varones. Por ello a la muerte del rey, el reino se dividía entre sus hijos varones, incluso aunque una mujer pudiera heredar un dominio en plena posesión y no simplemente como usufructuaria. El título de Rex Francorum (rey de los francos) en latín, es genérico. Se transmitía de padres a hijos, de una generación a otra, en la misma familia, la de los merovingios.
No obstante, conviene saber que la expresión «ley sálica» ha designado dos realidades muy diferentes:.
- En la Alta Edad Media, se trataba de un código de leyes desarrollado, según los historiadores, entre el comienzo del siglo IV y el VI para el pueblo de los francos llamados «saliens», de los que Clodoveo I fue uno de los primeros reyes. Ese código, redactado en latín, y con importantes préstamos del derecho romano,[31] entre otras cosas, establecía las reglas a seguir en materia de herencia dentro de ese pueblo.
- Varios siglos después de Clodoveo I, durante el siglo XIV, se exhumó un artículo de ese código sálico, aislado de su contexto, que fue utilizado por los juristas de la dinastía real de los Valois para justificar la prohibición hecha a las mujeres de suceder en el reino de Francia derivada directamente a partir de los francos. Por tanto, al final de la época medieval y moderna, la expresión ley sálica designaba las reglas de sucesión al trono de Francia. Esas reglas también se imitaron en otras monarquías europeas. La evicción de las mujeres del poder por esta ley ligada a una tradición franco merovingio, luego carolingia, ha sido celebrada o criticado desde el siglo XIII.[32][33]

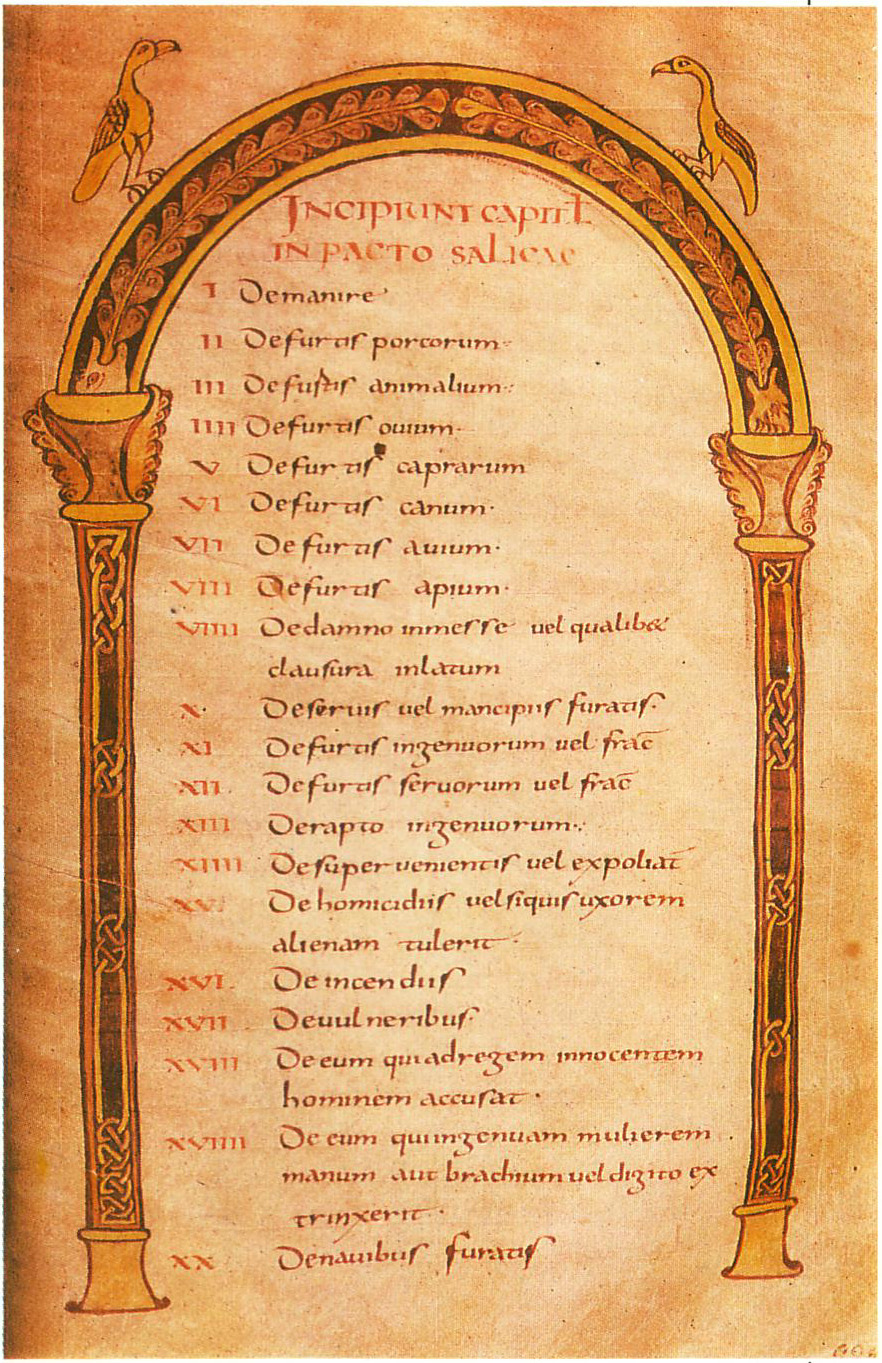
Copia manuscrita en papel vitela del de la ley sálica. París, Biblioteca Nacional de Francia.

### Dificultades prácticas
La primera dificultad práctica era que el reino tenía que dividirse equitativamente. La muerte del rey era seguida por muchas negociaciones para decidir qué regiones heredaría cada unos de los hijos. Esa partición del reino causaba que ya no hubiera un único soberano al frente de un gran reino sino varios soberanos al frente de varios pequeños reinos lo que debilitaba considerablemente el poder de la dinastía franca. Sin embargo, la división del reino no era tan anárquica como pudiera pensarse. Aunque cada uno gobernaba un trozo del territorio franco, todos querían preservar la unidad del Regnum (reino) (unificación política de los pueblos de la liga franca (Chattes, Chamaves, Tubantes...) y los ciudadanos galo-romanos, en un único pueblo, el de los franco-romanos). Por tanto, cada heredero era considerado Rex Francorum, es decir, rey de los francos. El rey reinaba sobre un pueblo y no sobre un territorio. Esta búsqueda de unidad fue tal que las fronteras siempre se defendieron con fuerza frente a los diversos intentos de invasión. Por lo tanto, aunque dividido, el reino franco todavía se veía como una unidad. Finalmente, París, la antigua capital de Clodoveo I, perdió ese papel para convertirse en el símbolo de la unidad del reino porque fue excluida de las particiones.
Esta reflexión no debe ocultar la realidad de los conflictos sangrientos en la dinastía merovingia al final del siglo VI. Gregorio de Tours los relata extensamente en sus Dix livres d'histoires [Diez libros de historias], cuando una disputa familiar enfrentó en efecto durante casi cincuenta años tanto a los dos hijos de Clotario I, Chilperico I y Sigeberto I, como a sus respectivas cónyuges, Fredegunda y Brunegilda. Según Gregorio de Tours, Fredegunda, amante de Chilperico I, hizo asesinar a la esposa de este, Galswinta, una princesa visigoda. La hermana de Galswinta, Brunegilda, también esposa de Sigeberto I le pidió luego a su esposo que reaccionara pidiendo una compensación en reparación del asesinato. Chilperico I pareció en un primer momento a someterse, pero como no cumplió sus compromisos, la guerra finalmente estalló entre los hermanos. Ese conflicto se analiza a menudo como la manifestación, a escala del reino, del principio de la «faide», el derecho a la venganza, comparable a la ley del talión.

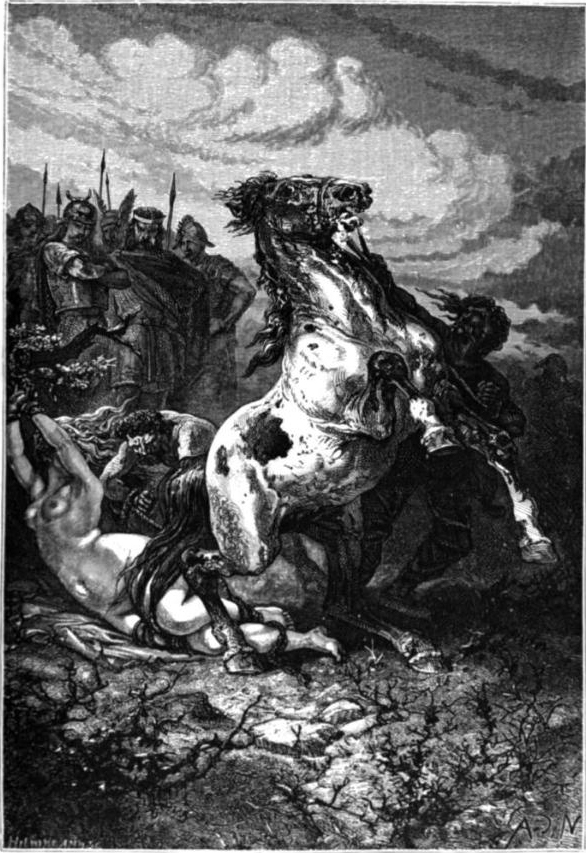
Neuville, El suplicio de Brunegilda.

El precio de este conflicto familiar fue alto:
- Sigeberto I fue asesinado en 575;
- Meroveo (hijo de Chilperico I), que se había casado con Brunegilda, fue asesinado, quizás por instigación de Fredegunda en 577;
- Clodoveo I, otro hijo de Chilperico I, desapareció: se sospecha de Fredegunda porque solo sobrevivieron sus propios hijos;
- Chilperico I fue asesinado en 584, quizás por orden de Brunegilda, por venganza, o de Fredegunda, a raíz de un asunto de adulterio;
- Childeberto II, hijo de Sigeberto I murió envenenado en 596, tal vez a instancias de Fredegunda;
- Brunegilda fue torturada en 613 tras su derrota contra Clotario II, hijo de Chilperico I y de Fredegunda.

### Consecuencias políticas
Varias partes del territorio podían reunirse por la fuerza o si uno de los hermanos moría sin hijos.
Por lo tanto, la partición del reino creó conflictos fratricidas dictados por la avidez que generalmente fueron seguidos por asesinatos en serie o guerras entre reinos hermanos. Fustel de Coulanges ve en esta realeza merovingia «un despotismo templado por el asesinato».

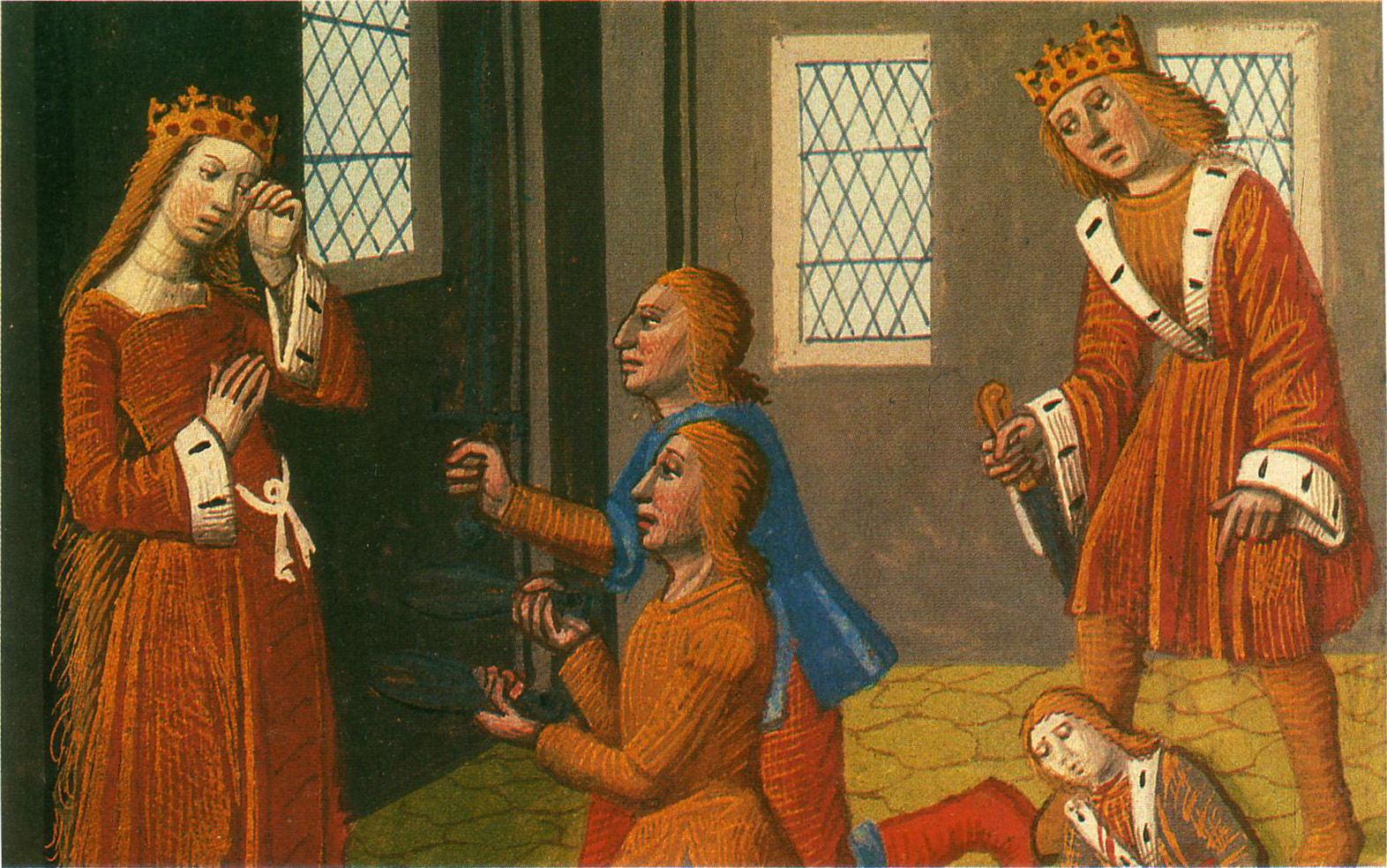
Asesinato de Thibault y Gonthaire (hijo de Clodomir y hermanos mayores de Clodoald). Manuscrito del. Chroniques de France, Biblioteca Nacional, París.

Véase el ejemplo de la sucesión de Clodoveo I: su muerte fue seguida por la primera división del reino entre sus cuatro hijos: Teodorico, Clodomiro, Childeberto y Clotario. Clodomiro murió durante una de las muchas conquistas emprendidas por los cuatro hermanos. Los otros luego masacraron a sus sobrinos para eliminar a cualquier heredero excepto a Saint Cloud que se hizo él mismo la tonsura (el cabello de los reyes merovingios era legendario, obtuvieron su fuerza y su carisma de su cabello que dejaron largo). Teodorico murió después de invadir Turingia. Sus sucesores lo siguieron rápidamente siguiendo las incesantes guerras. Clotario invadió el territorio de su hermano mayor. Childeberto murió poco después sin descendencia. Por tanto, Clotario reunió por completo el reino franco. Pero fue cuando murió este último cuando las cosas realmente empeoraron. Clotario murió con cuatro herederos: Cariberto, Chilperico, Gontran, Sigeberto. Por lo tanto, se procedió a una segunda partición del reino que fue seguida por una larga y «trágica saga familiar» que enfrentó a la familia de Sigeberto y Chilperico. Esta disputa familiar, en gran parte alimentada por el odio entre sus respectivas esposas, Brunegilda y Fredegunda, se convirtió rápidamente en una guerra civil (conocida como faide real).
Cuando Sigeberto se casó con Brunegilda (una mujer considerada hermosa, inteligente…), su hermano, celoso, se casó con Galswinta, la hermana de Brunegilda, quien terminaría estrangulada en su cama por la amante y futura esposa de Chilperico, Fredegunda. Por ello el odio se instalará entre las dos parejas. Los territorios francos pasarán de mano en mano. Finalmente, Sigeberto y Chilperico serán asesinados por Fredegunda. Las dos reinas, ambas tutoras, se enfrentarán matando a sobrinos, primos y tíos para poner a sus respectivos hijos en el trono.
El odio que Fredegunda y Brunegilda se dedicarán entre sí agravará la división Austrasia-Neustria. Hará que el reino pierda toda unidad y ralentizará el desarrollo de la dinastía merovingia. Las disputas familiares también beneficiarán a los mayordomos del palacio. Estas guerras van a empobrecer a los reyes mientras que los mayordomos del palacio se enriquecerán y así se beneficiarán de un poder creciente que los llevará al trono con la llegada de Pipino el Breve.

## Economía y administración bajo los merovingios

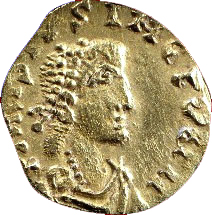
Tercio de sou de oro (trémissis) de París con los nombres de Dagoberto y de san Eligio, busto con diadema, drapeado y corazado a la derecha, París, 623-639, BnF, departamento de monedas, medallas y antigüedades, AF 685.

Hasta el reinado de Dagoberto I, el Estado merovingio apenas se diferenciaba de la tradición romana. Tras los profundos disturbios provocados por las invasiones, el estado social del país retomó su antiguo carácter romano. Las tierras del fisco imperial pasaron bien a manos del rey, pero los grandes propietarios galo-romanos, con raras excepciones, habrían conservado sus dominios, organizados como estaban bajo el Imperio. El comercio fue reanudando lentamente su actividad. Marsella, centro del gran comercio marítimo con Oriente, recibía a esos comerciantes sirios que se encuentran en otros lugares de las importantes ciudades del sur de la Galia y que, junto con los judíos, eran los principales comerciantes del país. Los pueblos del interior conservaron una burguesía de comerciantes entre los, en el siglo VI, se conoce que eran notables, ricos e influyentes.
Gracias a este comercio regular que mantuvo entre la población una importante circulación de bienes y de dinero, la tesorería del rey, abastecida por los tonlieux —impuesto que gravaba la exposición de bienes en los mercados.—, disponía de importantes recursos, al menos tan considerables como los que obtenía de los ingresos de los dominios reales y de los botines de guerra.
Los funcionarios importantes, elegidos entre los grandes, mostraban una singular independencia con respecto al poder, y solían recaudar el impuesto no para el conde sino solo para su beneficio personal. El debilitamiento de la antigua administración romana, aislada de Roma, y de la que el rey apenas conservaba los últimos vestigios, permitió a la aristocracia de los grandes terratenientes tomar, frente al rey y en la sociedad, una posición cada vez más y más fuerte. Fue sobre todo en el noreste, en Austrasia, donde la romanización había sido casi completamente borrada, que se aseguó, desde el siglo VII, su preponderancia.
Esta aristocracia, cuya acción se expandía constantemente, no tuvo todas las características de la nobleza. No se distinguía del resto de la nación por su estatus jurídico, sino solo por su condición social. Quienes la componían fueron, para hablar como sus contemporáneos, los grandes (majores), los magnates (magnates), los poderosos (potentes), y su poder derivaba de su fortuna. Todos eran grandes terratenientes: algunos descendían de ricas familias galo-romanas anteriores a la conquista franca, otros fueron favoritos de los reyes que les proporcionaron amplias tierras, o condes que aprovecharon su situación para construir amplios dominios. Ya fueran romanos o germánicos de nacimiento, los miembros de esta aristocracia formaban un grupo ligado por la comunidad de intereses, y entre los que rápidamente desaparecieron y se fundieron en la identidad de las costumbres, la variedad de orígenes. A medida que el reino, al que proporcionaban los más importantes de sus agentes, se mostraba más incapaz de garantizar la persona y los bienes de sus súbditos, su posición se afirmaba más. Su situación privada y su influencia personal se fortalecían aprovechando la debilidad de los sucesivos reyes. Como oficiales del rey, los condes prestaban poca atención a las poblaciones que se suponía que debían proteger. Pero desde el momento en que esas personas les hubieran cedido sus tierras y sus personas y llegaron para anexionarse de sus dominios, esos mismos condes, como grandes terratenientes, extenderán sobre ellos su poderosa salvaguardia. Estos poderosos agentes del rey, al extender constantemente su clientela y su propiedad privada a hombres y tierras, privaban al rey de sus súbditos directos y de sus contribuyentes.
La relación que se establecía entre los poderosos y los débiles no era simplemente una cuestión de la relación económica entre un propietario y su tenente. Nacida de la necesidad de una jurisdicción territorial, creaba entre ellos un vínculo de subordinación que se extiende a toda la persona. El contrato de recomendación, que apareció desde el siglo VI, da al protegido el nombre de vasallo (vassus) o de servidor, al protector el nombre de anciano o de señor (senior). El señor estaba obligado no solo a proveer para la subsistencia de su vasallo, sino también a brindarle socorro y asistenciade una manera permanente y a representarlo en la justicia. El hombre libre que se recomienda a sí mismo conservaba la apariencia de libertad, pero de hecho se había convertido en un cliente, un sperans del senior.
Este protectorado que el señor ejercía sobre los hombres libres en virtud de la recomendación, lo ejercía con naturalidad también y con más intensidad sobre los hombres que pertenecían a su dominio, los antiguos colonos romanos apegados a la gleba (tierras de cultivo) o los siervos descendientes de esclavos romanos o germánicos en que la persona misma, en virtud de su nacimiento, era de su propiedad privada. Sobre esta población dependiente, tenía una autoridad tanto patriarcal como patrimonial que en conjunto derivaba de la justicia de paz y de la justicia territorial. Al principio, solo hubo una simple situación de hecho. Desde el siglo VI, el rey acordaba, en número cada vez mayor, privilegios de inmunidad que se otorgaban a un gran propietario (la mayoría de las veces a una propiedad eclesiástica) de la exención del derecho de intervención de los funcionarios públicos en su dominio. Por tanto, el inmunista fue sustituido en su tierra por el agente del reino. Su competencia, de origen puramente privada, recibía un reconocimiento legal. Sin embargo, es delicado afirmar que el Estado capitulaba ante el inmunista, porque la competencia de este último emanaba del rey y se ejercía en su nombre.
De la jurisdicción directa del rey, que originalmente se extendía por todo el dominio del reino, al final del período merovingio solo quedaban territorios modestos. Pedazo a pedazo, fue cedida efectivamente a la aristocracia para comprar su fidelidad. Las continuas particiones de la monarquía entre los descendientes de Clodoveo I, la separación y la reunión alternativas de los reinos de Neustria, Austrasia y Borgoña, la continua reorganización de las fronteras y las guerras civiles que la siguieron, fueron para los grandes una excelente ocasión para mercadear su devoción a los príncipes a quienes la necesidad de la s herencias llamaba a reinar sobre ellos y quienes, para asegurar la corona, estaban listos sacrificar el patrimonio de la dinastía.
Por primera vez, aparecerá una oposición entre la aristocracia de Neustria y los grandes de Austrasia. El advenimiento de la aristocracia trajo naturalmente a primer plano las influencias locales.
La conquista del Mediterráneo por los musulmanes precipitaría la evolución política y social que se anunciaba. Hasta entonces, en medio de una sociedad que se deslizaba hacia el régimen de propiedad señorial, las ciudades se habían mantenido vivas a través del comercio y con ellas una burguesía libre. En la segunda mitad del siglo VII, cesó todo comercio en las costas del Mediterráneo occidental. Marsella, privada de barcos, se desvaneció, y todas las ciudades del Sur, en menos de medio siglo, decayeron. En todo el país, el comercio fue disminuyendo y la burguesía encogía con él. Se ven menos comerciantes profesionales, menos circulación comercial y, como resultado, los tonlieux casi dejaron de abastecer la tesorería real, incapaces de cubrir los gastos del gobierno.
Por tanto, la aristocracia representaba la única fuerza social. Frente al reino empobrecido, poseía, junto con la tierra, riqueza y autoridad; solo le quedaba tomar el poder.

## La vida cotidiana en época merovingia
En Francia, siguiendo la decadencia urbana de los últimos tiempos romanos, la base de la pirámide de población era rural, habitantes de granjas que producían lo necesario para la supervivencia. En muchas áreas no había ciudades, solo granjas que ocupaban los restos disminuidos de antiguas villas romanas, separadas unas de otras y situadas en lugares estratégicos con terreno cultivable y acceso al agua, como por ejemplo en los valles de los ríos de las zonas más romanizadas (Provenza y Borgoña en el valle del sistema Ródano-Saona, Austrasia y Helvecia en el sistema Rin-Aar, el Loira y el Sena en Neustria o el Garona en Aquitania). Las antiguas ciudades romanas o romanizadas primero se despoblaron, huyendo sus ciudadanos al campo, escapando de los sitios y saqueos de los pueblos bárbaros, convirtiéndose después (sobre todo si durante la época imperial eran focos de cristianización), en centros administrativos (civitates) de obispos o condes (esto es, recolectores de impuestos, más que "compañeros" -comites- de los soberanos). Sobre la base amplia, en términos numéricos, de gente de baja condición social, se situaba una capa delgada de nobles y eclesiásticos, pocos numéricamente pero los únicos mencionados en las crónicas coetáneas.
El modo de vida habitual de la población rural consistía en pasar toda la vida en la misma aldea, trabajando diariamente de la salida a la puesta del sol, excepto los preceptivos de domingo y festividades de la cristiandad. Si llegaban a la madurez, se casaban y producían hijos casi anualmente (pues la tasa de mortalidad infantil era muy alta). Para los niños que conseguían sobrevivir a sus primeros meses, la esperanza de vida era substancialmente más baja que en la actualidad (50 años era un valor típico para la esposa de un granjero, por ejemplo).
El conocimiento que la mayoría de los seres humanos tenía del mundo más allá de su iglesia era escaso: conocían el camino hasta su iglesia más próxima y a los lugares circundantes de su aldea o granja solamente. De los sucesos que ocurrían a distancias más grandes, la mayoría no tenía ninguna noción, pues un obstáculo adicional era la ausencia de caminos transitables, excepto los que habían sido puestos antes por los romanos, que poco a poco se fueron olvidando por falta de mantenimiento y tránsito. Además, la población simple no sabía leer ni escribir, por lo que no pudieron producir ningún documento ni aprehenderlo (con el conocimiento de tales documentos la población llana habría podido experimentar lo que ocurría en su mundo). El trabajo que los granjeros realizaban sobre el terreno se hacía de la misma manera que como sus padres, antes que ellos, lo habían hecho. No había otra escuela para los granjeros que el trabajo realizado antes por sus padres.
Las cifras exactas sobre el número de habitantes en esta época de la Alta Edad Media, no son bien sabidas pues no hubo censos hasta mucho más tarde, de modo que los historiadores dependen de valoraciones. Estas dan lugar (hacia el año 800, en el momento de máximo esplendor y antes de las divisiones carolingias) a un número aproximado de entre 12-13 millones de habitantes en todo el territorio franco (los solares de la actual Francia, el Benelux, Suiza, la antigua Alemania Occidental y la mitad norte de Italia), con una densidad media de aproximadamente 8 habitantes por kilómetro cuadrado, si bien había zonas escasamente pobladas: a diferencia de Italia o Provenza, que estaban intensamente romanizadas, la zona de lengua alemana (parte de Suiza y la antigua Alemania Occidental de hoy, Holanda y Luxemburgo) estaba escasamente poblada, con unos dos millones de habitantes y una densidad aproximada de cuatro a cinco habitantes por kilómetro cuadrado.

## Arte merovingio

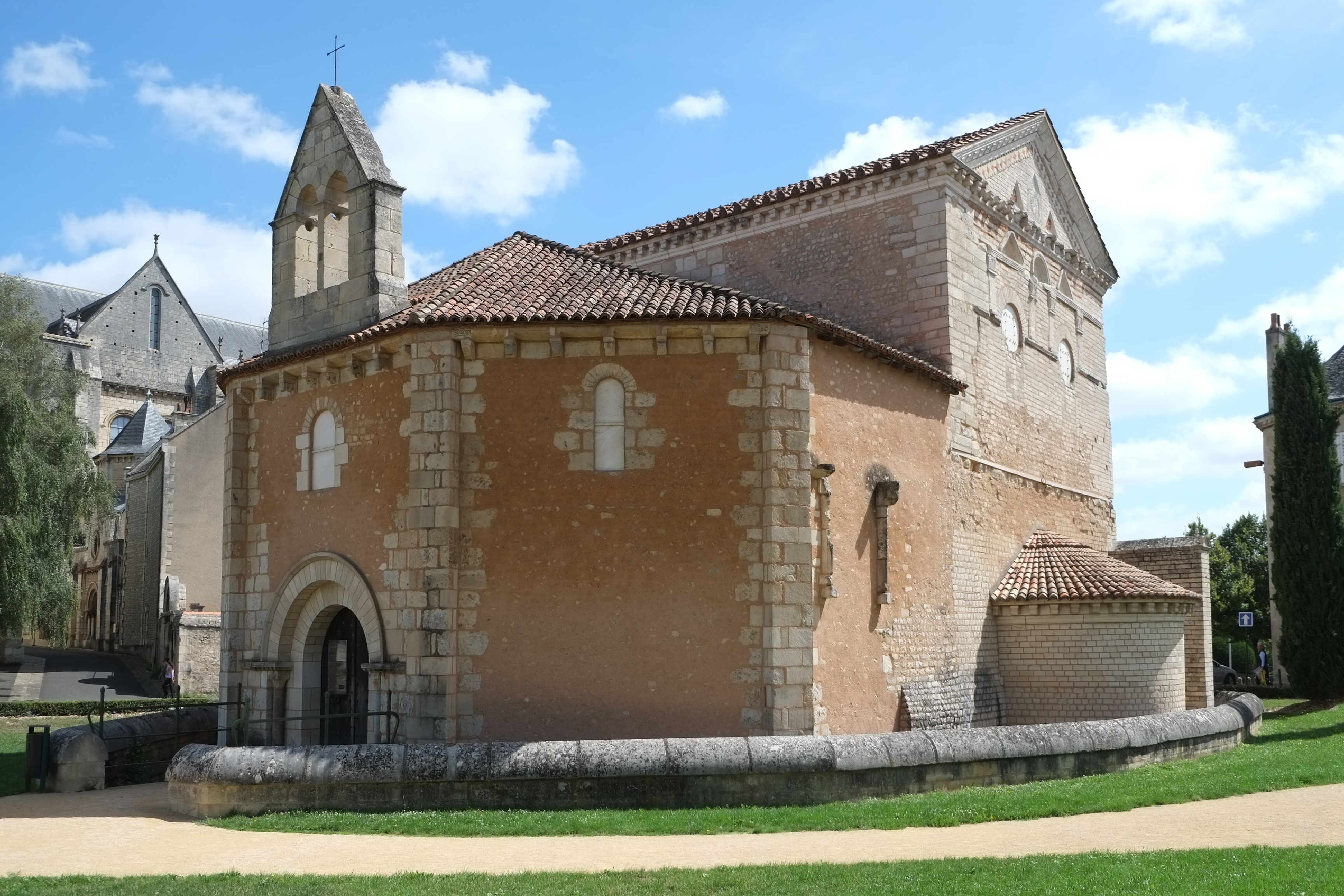
Baptisterio de San Juan de Poitiers (siglos y). Arquitectura merovingia.

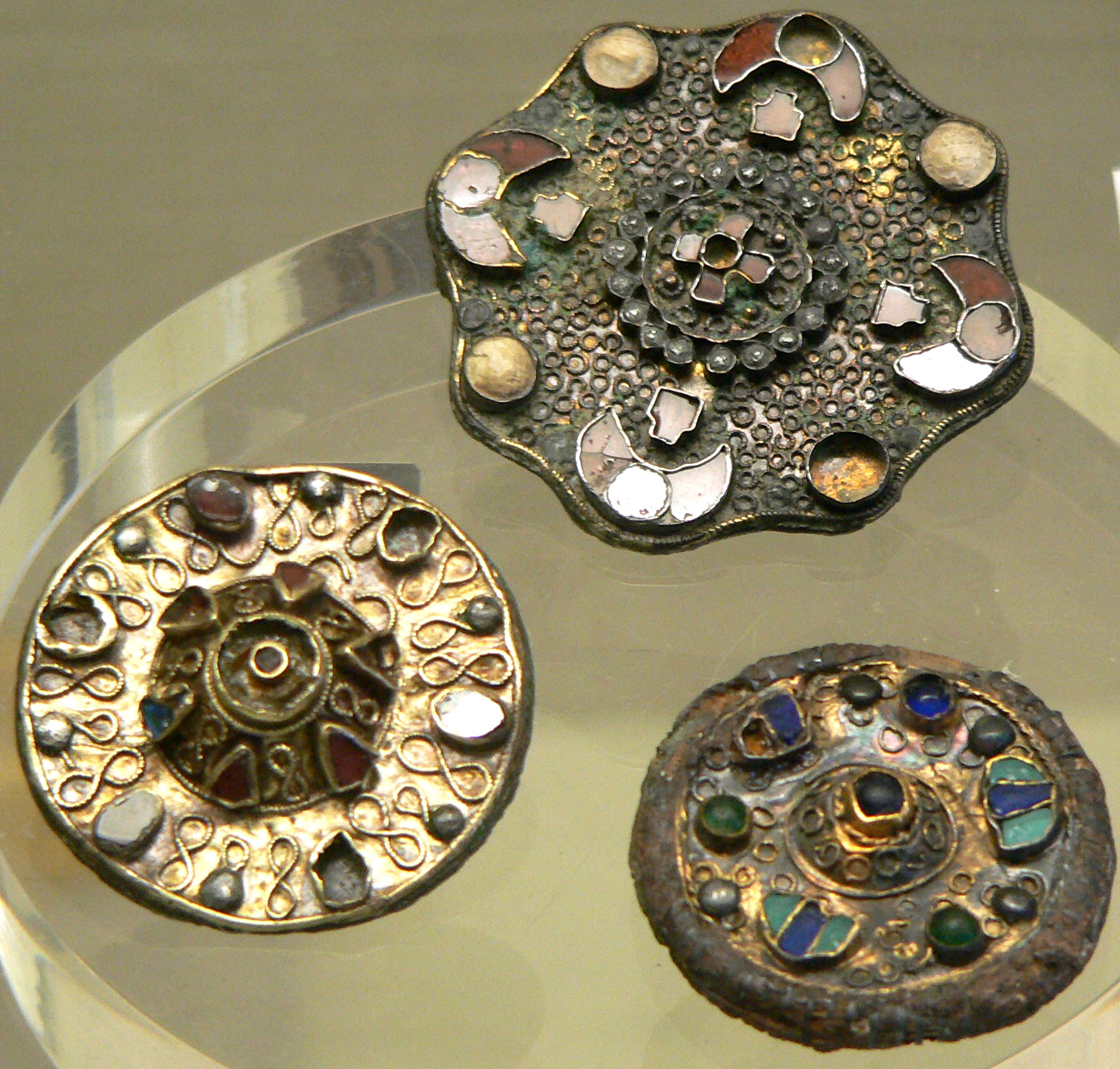
Fíbulas merovingias.

Fue un arte prerrománico que se caracterizó por el uso de la piedra y el ladrillo (en arquitectura) con construcciones sencillas. El arte característico de este período es la orfebrería. También desarrollaron la pintura mural sobre frescos y las miniaturas. Se conservan muy pocos vestigios y muestras de arte merovingio.

### Las necrópolis merovingias

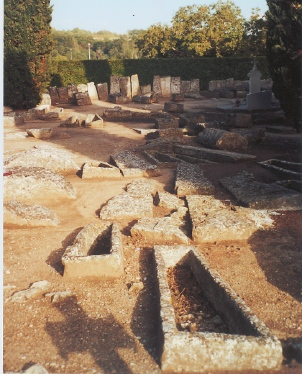
Necrópolis merovingia de Civaux (Francia, Poitou-Charentes).

Las tumbas merovingias eran sarcófagos de yeso, ataúdes de madera o, a veces, individuos enterrados en el mismo suelo. Estas solían contener numerosas joyas de vidrio, armas, restos de vestimentas y diversas ofrendas. No fue hasta el período carolingio que la Iglesia prohibió las ofrendas, en tanto que práctica pagana.
En general, los estudios muestran que la gente estaba sana y fuerte durante esos tiempos, y rara vez tenían carencias alimentarias.
Las tumbas de los niños eran relativamente comunes y, al igual que las de los adultos, contenían diferentes tipos de muebles. En ese momento, los niños no se bautizaban hasta los tres o cuatro años, cuando se tenía la certeza de que el niño gozaba de buena salud y viviría, porque un bautismo era muy caro. Los niños que morían sin ser bautizados eran, por tanto, enterrados como no cristianos, fuera del recinto sagrado.[cita requerida]

## En la mesa merovingia
Se puede ver una cierta continuidad en la forma de comer y los «modales en la mesa» de los merovingios en comparación con el mundo romano. Por ello se puede decir que los primeros merovingios mantuvieron este arte de mesa «à la romaine». De hecho, se encuentran las mismas características de los comedores de la élite que estaban ricamente decorados, en las paredes y en los suelos. Sin embargo, los merovingios tenían diferencias en esta área.

### La mesa y los cubiertos
Las mesas se colocaban con cuidado y, sobre todo, de acuerdo con reglas precisas que podían variar. Cubierta con un mantel blanco, la mesa tenía una forma cuadrada, ovalo rectangular, que se sostenía con la ayuda de caballetes sobre los que se colocaba una plancha (a veces más); eso les diferenciaba de los romanos que tenían su mesa fija. Había muchos invitados alrededor de esta mesa «volante». Estas personas estaban sentadas en bancos y taburetes alrededor de la mesa.
Cada persona en la mesa tenía una cuchara y un cuchillo, pero no un tenedor, ya que este aparecerá más tarde. El material del servicio era variado, pudiendo encontrarse servicios en madera, mármol, oro, plata y en tierra sigilada; también una cerámica vidriada roja característica del servicio de la antigüedad romana. Otro aspecto de la mesa merovingia era que no había un plato individual sino un «tranchoir» ('rebanador'), es decir, un trozo de pan que se utilizaba como plato.

### El servicio de mesa
Las comidas de los merovingios se servían de dos formas diferentes:
- solo se llevaba un plato a la mesa para todos los invitados, que era un plato común enorme, cuyo mejor lado se dirigía a los invitados más importantes. Por tanto, existían desigualdades entre los invitados.
- los sirvientes llevaban varias comidas al mismo tiempo.

Según el Decem Libri Historiarum de Gregorio de Tours, se podría concluir que había cuatro servicios. El orden de estos servicios era el siguiente:
1. Servicios en grandes platos de mármol para las legumbres con miel;
2. Un conjunto de carne (cerdo o buey) con potajes y frutas;
3. El tercer servicio era el más importante, los platos se multiplican con legumbres, pescados, aves, etc.;
4. El cuarto se elaboraba principalmente con frutas de la casa.

### Las tradiciones
Antes de sentarse a la mesa, los invitados se lavaban las manos y una persona de la iglesia bendecía la comida en cada servicio. Fuera de la mesa, los «entremets» tocaban música y mantenían ocupados a los invitados, ya que la comida podía durar varias horas. Los merovingios tenían cierta actitud en la mesa.

## Los merovingios y la historiografía

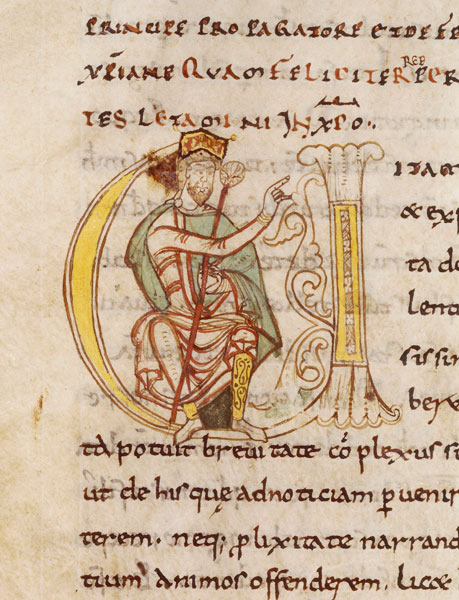
Éginhard, Vita Caroli magni imperatoris (Vie de Charlemagne). Letra inicial V historiada: Carlomagno sentado. Abadía de Saint-Martial de Limoges, hacia 1050 (?). BnF, Manuscritos, Latin 5927 fol. 280v.

A partir del reinado de Carlomagno se inició una verdadera empresa de denigración de la dinastía merovingia cuyo principal responsable fue Eginardo. Para justificar el golpe carolingio de 751, dejó a la posteridad una imagen muy aburrida de los merovingios que algunos historiadores del siglo XIX recuperaron, imagen que fue transmitida por la escuela y que todavía está en el espíritu de muchos.
Así, presentó a los merovingios como reyes que no teniendo nada que hacer, no habiendo fait néant, es decir, sin un acto notable; lo que los historiadores del siglo XIX traducirán como holgazanes (fainéants) y que la imagen transmitida, y burlona, por Eginardo de reyes que se desplazaban en carro tirado por bueyes no ayudó. Sin embargo, entre los francos, era una vieja costumbre que el nuevo rey pasara por sus tierras en un carro tirado por bueyes, para conocer su reino por un lado, pero también para favorecer con su poder mítico, el rendimiento agrícola. de las tierras.
Asimismo, en una época carolingia en la que la moda era llevar el pelo corto, presentar a los merovingios como reyes que no se cortaban el pelo también transmitía esa idea de holgazanería. Sin embargo, también aquí el pelo largo era, entre los pueblos germánicos, un signo de poder y cuando Pipino el Breve depuso al último rey merovingio, se cuidó mucho de tonsurarlo, más para quitarle un último atributo de su poder cuasidivino y mostrar así que era incapaz de reinar que por aplicarle la tonsura monástica.
En el siglo IX, en un momento en el que toda mística pagana del rey germánico estaba un poco olvidada, Eginardo pudo recuperarla en una empresa de propaganda que ha funcionado bien, ya que, incluso hoy en día, se tiene una imagen poco gloriosa de esos reyes.

### Posteridad de los merovingios
La dinastía de los merovingios se extinguió con Childerico III y su hijo Thierry. Los genealogistas han intentado durante mucho tiempo encontrar descendientes desconocidos, pero no se ha sacado a la luz ninguna certeza. Las pretensiones de los carolingios de descender de los merovingios por una hija de Clotario I son reconocidas como ficticias. No obstante, los historiadores han propuesto varias vías.
- Según Christian Settipani, la mejor probabilidad se refiere al origen de Berthe, esposa de Pipino el Breve, cuya familia transmitió los nombres de Bertrade, Cariberto y Thierry, todos merovingios[37] incluso si esta conexión no puede demostrarse.
- Según David H. Kelley, el rey Egbert de Wessex (802-839), cuya bisnieta Edwige de Wessex estaba casada con Carlos III el Simple, podría relacionarse con sus dos reyes homónimos de Kent, Egberto I (664-673) y Egberto II (796-798), teniendo respectivamente por abuela y bisabuela dos princesas merovingias.[38][39][40]
- Varias princesas merovingias tuvieron un destino que se desconoce y algunas de ellas pudieron ser casadas en la aristocracia y enraizarse como los bastardos reales en otros lugares; se encontraría allí el origen de ciertos santos que su biografía presenta como de origen real o de ciertos nobles cuyos nombres permiten adivinar el mismo origen.[41] Se pueden citar los casos de:
  - Lanthilda, hermana de Clodoveo I[cita requerida];
  - Chrodlindis, esposa del agilolfinga Chrodoaldo;[42]
  - San Ruperto (Robert) de Salzburgo, probable robertiano y obispo de Worms, apóstol de Baviera, regali progenie francorum;[43]
  - la esposa de San Rieul, obispo de Reims, hija de un rey y hermana de san Nivardo, predecesora de Rieul en Reims;[44][Nota 6]
  - El obispo Meroveo de Poitiers;[45]
  - El obispo Genebaud de Laon;[46]
  - los obispos Arbogast y Cararic de Chartres;[42]
  - el obispo Sunnon de Colonia.[47]

## Árbol genealógico simplificado
Se sombrean los reyes merovingios que fueron reyes de los francos. Hubo momentos en que ese puesto estuvo vacante.
|                                                              |                                                              |                                                              |                                                              |                                                              |                                                              |  |  |                                                                         |                                                                         |                                                                         |                                                                         |                                                                         |                                                                         |  |  | Clodoveo I (primer rey de los francos, 481-511)                           |                                                                           |                                                                           |                                                                           |                                                                           |                                                                           |  |  | | | | | | |                                                                      |                                                                      |                                                                      |                                                                      |                                           |                                           |                                                            |                                                            |                                                            |                                                            |                                                            |                                                            |                                                     |                                                     |                                                     |                                                     |  |  |  |  |  |  |  |  |  |  |  |  |  |  |  |  |  |  |  |  |
|                                                              |                                                              |                                                              |                                                              |                                                              |                                                              |  |  |                                                                         |                                                                         |                                                                         |                                                                         |                                                                         |                                                                         |  |  |                                                                           |                                                                           |                                                                           |                                                                           |                                                                           |                                                                           |  |  | | | | | | |                                                                      |                                                                      |                                                                      |                                                                      |                                           |                                           |                                                            |                                                            |                                                            |                                                            |                                                            |                                                            |                                                     |                                                     |                                                     |                                                     |  |  |  |  |  |  |  |  |  |  |  |  |  |  |  |  |  |  |  |  |
|                                                              |                                                              |                                                              |                                                              |                                                              |                                                              |  |  |                                                                         |                                                                         |                                                                         |                                                                         |                                                                         |                                                                         |  |  |                                                                           |                                                                           |                                                                           |                                                                           |                                                                           |                                                                           |  |  | | | | | | |                                                                      |                                                                      |                                                                      |                                                                      |                                           |                                           |                                                            |                                                            |                                                            |                                                            |                                                            |                                                            |                                                     |                                                     |                                                     |                                                     |  |  |  |  |  |  |  |  |  |  |  |  |  |  |  |  |  |  |  |  |
| Teoderico I (rey de Metz, 511-534) (rey de Orléans, 524-534) | Teoderico I (rey de Metz, 511-534) (rey de Orléans, 524-534) | Teoderico I (rey de Metz, 511-534) (rey de Orléans, 524-534) | Teoderico I (rey de Metz, 511-534) (rey de Orléans, 524-534) | Teoderico I (rey de Metz, 511-534) (rey de Orléans, 524-534) | Teoderico I (rey de Metz, 511-534) (rey de Orléans, 524-534) |  |  | Clodomiro (rey de Orléans, 511-524)                                     | Clodomiro (rey de Orléans, 511-524)                                     | Clodomiro (rey de Orléans, 511-524)                                     | Clodomiro (rey de Orléans, 511-524)                                     | Clodomiro (rey de Orléans, 511-524)                                     | Clodomiro (rey de Orléans, 511-524)                                     |  |  | Childeberto I (rey de París, 511-558) (rey de Orléans, 524-558)           | Childeberto I (rey de París, 511-558) (rey de Orléans, 524-558)           | Childeberto I (rey de París, 511-558) (rey de Orléans, 524-558)           | Childeberto I (rey de París, 511-558) (rey de Orléans, 524-558)           | Childeberto I (rey de París, 511-558) (rey de Orléans, 524-558)           | Childeberto I (rey de París, 511-558) (rey de Orléans, 524-558)           |  |  | Clotario I (rey de Soissons, 511-558) (rey de Orléans, 524-558) (rey de Metz, 555-558) (rey de los francos, 558-561) | Clotario I (rey de Soissons, 511-558) (rey de Orléans, 524-558) (rey de Metz, 555-558) (rey de los francos, 558-561) | Clotario I (rey de Soissons, 511-558) (rey de Orléans, 524-558) (rey de Metz, 555-558) (rey de los francos, 558-561) | Clotario I (rey de Soissons, 511-558) (rey de Orléans, 524-558) (rey de Metz, 555-558) (rey de los francos, 558-561) | Clotario I (rey de Soissons, 511-558) (rey de Orléans, 524-558) (rey de Metz, 555-558) (rey de los francos, 558-561) | Clotario I (rey de Soissons, 511-558) (rey de Orléans, 524-558) (rey de Metz, 555-558) (rey de los francos, 558-561) |                                                                      |                                                                      |                                                                      |                                                                      |                                           |                                           |                                                            |                                                            |                                                            |                                                            |                                                            |                                                            |                                                     |                                                     |                                                     |                                                     |  |  |  |  |  |  |  |  |  |  |  |  |  |  |  |  |  |  |  |  |
| Teoderico I (rey de Metz, 511-534) (rey de Orléans, 524-534) | Teoderico I (rey de Metz, 511-534) (rey de Orléans, 524-534) | Teoderico I (rey de Metz, 511-534) (rey de Orléans, 524-534) | Teoderico I (rey de Metz, 511-534) (rey de Orléans, 524-534) | Teoderico I (rey de Metz, 511-534) (rey de Orléans, 524-534) | Teoderico I (rey de Metz, 511-534) (rey de Orléans, 524-534) |  |  | Clodomiro (rey de Orléans, 511-524)                                     | Clodomiro (rey de Orléans, 511-524)                                     | Clodomiro (rey de Orléans, 511-524)                                     | Clodomiro (rey de Orléans, 511-524)                                     | Clodomiro (rey de Orléans, 511-524)                                     | Clodomiro (rey de Orléans, 511-524)                                     |  |  | Childeberto I (rey de París, 511-558) (rey de Orléans, 524-558)           | Childeberto I (rey de París, 511-558) (rey de Orléans, 524-558)           | Childeberto I (rey de París, 511-558) (rey de Orléans, 524-558)           | Childeberto I (rey de París, 511-558) (rey de Orléans, 524-558)           | Childeberto I (rey de París, 511-558) (rey de Orléans, 524-558)           | Childeberto I (rey de París, 511-558) (rey de Orléans, 524-558)           |  |  | Clotario I (rey de Soissons, 511-558) (rey de Orléans, 524-558) (rey de Metz, 555-558) (rey de los francos, 558-561) | Clotario I (rey de Soissons, 511-558) (rey de Orléans, 524-558) (rey de Metz, 555-558) (rey de los francos, 558-561) | Clotario I (rey de Soissons, 511-558) (rey de Orléans, 524-558) (rey de Metz, 555-558) (rey de los francos, 558-561) | Clotario I (rey de Soissons, 511-558) (rey de Orléans, 524-558) (rey de Metz, 555-558) (rey de los francos, 558-561) | Clotario I (rey de Soissons, 511-558) (rey de Orléans, 524-558) (rey de Metz, 555-558) (rey de los francos, 558-561) | Clotario I (rey de Soissons, 511-558) (rey de Orléans, 524-558) (rey de Metz, 555-558) (rey de los francos, 558-561) |                                                                      |                                                                      |                                                                      |                                                                      |                                           |                                           |                                                            |                                                            |                                                            |                                                            |                                                            |                                                            |                                                     |                                                     |                                                     |                                                     |  |  |  |  |  |  |  |  |  |  |  |  |  |  |  |  |  |  |  |  |
|                                                              |                                                              |                                                              |                                                              |                                                              |                                                              |  |  |                                                                         |                                                                         |                                                                         |                                                                         |                                                                         |                                                                         |  |  |                                                                           |                                                                           |                                                                           |                                                                           |                                                                           |                                                                           |  |  | | | | | | |                                                                      |                                                                      |                                                                      |                                                                      |                                           |                                           |                                                            |                                                            |                                                            |                                                            |                                                            |                                                            |                                                     |                                                     |                                                     |                                                     |  |  |  |  |  |  |  |  |  |  |  |  |  |  |  |  |  |  |  |  |
| Teodeberto I (rey de Metz la, 534-548)                       | Teodeberto I (rey de Metz la, 534-548)                       | Teodeberto I (rey de Metz la, 534-548)                       | Teodeberto I (rey de Metz la, 534-548)                       | Teodeberto I (rey de Metz la, 534-548)                       | Teodeberto I (rey de Metz la, 534-548)                       |  |  | Cariberto I (rey de París, 561-567)                                     | Cariberto I (rey de París, 561-567)                                     | Cariberto I (rey de París, 561-567)                                     | Cariberto I (rey de París, 561-567)                                     | Cariberto I (rey de París, 561-567)                                     | Cariberto I (rey de París, 561-567)                                     |  |  | Sigeberto I (rey de Reims, 561-575)                                       | Sigeberto I (rey de Reims, 561-575)                                       | Sigeberto I (rey de Reims, 561-575)                                       | Sigeberto I (rey de Reims, 561-575)                                       | Sigeberto I (rey de Reims, 561-575)                                       | Sigeberto I (rey de Reims, 561-575)                                       |  |  | | | | | Chilperico I (rey de Soissons, 561-584) (rey de París, 567-584)                                                      | Chilperico I (rey de Soissons, 561-584) (rey de París, 567-584)                                                      | Chilperico I (rey de Soissons, 561-584) (rey de París, 567-584)      | Chilperico I (rey de Soissons, 561-584) (rey de París, 567-584)      | Chilperico I (rey de Soissons, 561-584) (rey de París, 567-584)      | Chilperico I (rey de Soissons, 561-584) (rey de París, 567-584)      |                                           |                                           | Gontrán I (rey de Orléans, 561-592) (rey de París, 584-592 | Gontrán I (rey de Orléans, 561-592) (rey de París, 584-592 | Gontrán I (rey de Orléans, 561-592) (rey de París, 584-592 | Gontrán I (rey de Orléans, 561-592) (rey de París, 584-592 | Gontrán I (rey de Orléans, 561-592) (rey de París, 584-592 | Gontrán I (rey de Orléans, 561-592) (rey de París, 584-592 |                                                     |                                                     |                                                     |                                                     |  |  |  |  |  |  |  |  |  |  |  |  |  |  |  |  |  |  |  |  |
| Teodeberto I (rey de Metz la, 534-548)                       | Teodeberto I (rey de Metz la, 534-548)                       | Teodeberto I (rey de Metz la, 534-548)                       | Teodeberto I (rey de Metz la, 534-548)                       | Teodeberto I (rey de Metz la, 534-548)                       | Teodeberto I (rey de Metz la, 534-548)                       |  |  | Cariberto I (rey de París, 561-567)                                     | Cariberto I (rey de París, 561-567)                                     | Cariberto I (rey de París, 561-567)                                     | Cariberto I (rey de París, 561-567)                                     | Cariberto I (rey de París, 561-567)                                     | Cariberto I (rey de París, 561-567)                                     |  |  | Sigeberto I (rey de Reims, 561-575)                                       | Sigeberto I (rey de Reims, 561-575)                                       | Sigeberto I (rey de Reims, 561-575)                                       | Sigeberto I (rey de Reims, 561-575)                                       | Sigeberto I (rey de Reims, 561-575)                                       | Sigeberto I (rey de Reims, 561-575)                                       |  |  | | | | | Chilperico I (rey de Soissons, 561-584) (rey de París, 567-584)                                                      | Chilperico I (rey de Soissons, 561-584) (rey de París, 567-584)                                                      | Chilperico I (rey de Soissons, 561-584) (rey de París, 567-584)      | Chilperico I (rey de Soissons, 561-584) (rey de París, 567-584)      | Chilperico I (rey de Soissons, 561-584) (rey de París, 567-584)      | Chilperico I (rey de Soissons, 561-584) (rey de París, 567-584)      |                                           |                                           | Gontrán I (rey de Orléans, 561-592) (rey de París, 584-592 | Gontrán I (rey de Orléans, 561-592) (rey de París, 584-592 | Gontrán I (rey de Orléans, 561-592) (rey de París, 584-592 | Gontrán I (rey de Orléans, 561-592) (rey de París, 584-592 | Gontrán I (rey de Orléans, 561-592) (rey de París, 584-592 | Gontrán I (rey de Orléans, 561-592) (rey de París, 584-592 |                                                     |                                                     |                                                     |                                                     |  |  |  |  |  |  |  |  |  |  |  |  |  |  |  |  |  |  |  |  |
| Teodebaldo (rey de Metz, 548-555)                            | Teodebaldo (rey de Metz, 548-555)                            | Teodebaldo (rey de Metz, 548-555)                            | Teodebaldo (rey de Metz, 548-555)                            | Teodebaldo (rey de Metz, 548-555)                            | Teodebaldo (rey de Metz, 548-555)                            |  |  |                                                                         |                                                                         |                                                                         |                                                                         |                                                                         |                                                                         |  |  | Childeberto II (rey de Austrasia, 575-596) (rey de París, 592-596)        | Childeberto II (rey de Austrasia, 575-596) (rey de París, 592-596)        | Childeberto II (rey de Austrasia, 575-596) (rey de París, 592-596)        | Childeberto II (rey de Austrasia, 575-596) (rey de París, 592-596)        | Childeberto II (rey de Austrasia, 575-596) (rey de París, 592-596)        | Childeberto II (rey de Austrasia, 575-596) (rey de París, 592-596)        |  |  | | | | | Clotario II (rey de Neustria, 584-613) (rey de los francos, 613-629)                                                 | Clotario II (rey de Neustria, 584-613) (rey de los francos, 613-629)                                                 | Clotario II (rey de Neustria, 584-613) (rey de los francos, 613-629) | Clotario II (rey de Neustria, 584-613) (rey de los francos, 613-629) | Clotario II (rey de Neustria, 584-613) (rey de los francos, 613-629) | Clotario II (rey de Neustria, 584-613) (rey de los francos, 613-629) |                                           |                                           |                                                            |                                                            |                                                            |                                                            |                                                            |                                                            |                                                     |                                                     |                                                     |                                                     |  |  |  |  |  |  |  |  |  |  |  |  |  |  |  |  |  |  |  |  |
| Teodebaldo (rey de Metz, 548-555)                            | Teodebaldo (rey de Metz, 548-555)                            | Teodebaldo (rey de Metz, 548-555)                            | Teodebaldo (rey de Metz, 548-555)                            | Teodebaldo (rey de Metz, 548-555)                            | Teodebaldo (rey de Metz, 548-555)                            |  |  |                                                                         |                                                                         |                                                                         |                                                                         |                                                                         |                                                                         |  |  | Childeberto II (rey de Austrasia, 575-596) (rey de París, 592-596)        | Childeberto II (rey de Austrasia, 575-596) (rey de París, 592-596)        | Childeberto II (rey de Austrasia, 575-596) (rey de París, 592-596)        | Childeberto II (rey de Austrasia, 575-596) (rey de París, 592-596)        | Childeberto II (rey de Austrasia, 575-596) (rey de París, 592-596)        | Childeberto II (rey de Austrasia, 575-596) (rey de París, 592-596)        |  |  | | | | | Clotario II (rey de Neustria, 584-613) (rey de los francos, 613-629)                                                 | Clotario II (rey de Neustria, 584-613) (rey de los francos, 613-629)                                                 | Clotario II (rey de Neustria, 584-613) (rey de los francos, 613-629) | Clotario II (rey de Neustria, 584-613) (rey de los francos, 613-629) | Clotario II (rey de Neustria, 584-613) (rey de los francos, 613-629) | Clotario II (rey de Neustria, 584-613) (rey de los francos, 613-629) |                                           |                                           |                                                            |                                                            |                                                            |                                                            |                                                            |                                                            |                                                     |                                                     |                                                     |                                                     |  |  |  |  |  |  |  |  |  |  |  |  |  |  |  |  |  |  |  |  |
|                                                              |                                                              |                                                              |                                                              |                                                              |                                                              |  |  |                                                                         |                                                                         |                                                                         |                                                                         |                                                                         |                                                                         |  |  |                                                                           |                                                                           |                                                                           |                                                                           |                                                                           |                                                                           |  |  | | | | | | |                                                                      |                                                                      |                                                                      |                                                                      |                                           |                                           |                                                            |                                                            |                                                            |                                                            |                                                            |                                                            |                                                     |                                                     |                                                     |                                                     |  |  |  |  |  |  |  |  |  |  |  |  |  |  |  |  |  |  |  |  |
|                                                              |                                                              |                                                              |                                                              |                                                              |                                                              |  |  | Teodeberto II (rey de Austrasia, 596-612)                               | Teodeberto II (rey de Austrasia, 596-612)                               | Teodeberto II (rey de Austrasia, 596-612)                               | Teodeberto II (rey de Austrasia, 596-612)                               | Teodeberto II (rey de Austrasia, 596-612)                               | Teodeberto II (rey de Austrasia, 596-612)                               |  |  | Teoderico II (rey de los burgundios, 596-613) (rey de Austrasia, 612-613) | Teoderico II (rey de los burgundios, 596-613) (rey de Austrasia, 612-613) | Teoderico II (rey de los burgundios, 596-613) (rey de Austrasia, 612-613) | Teoderico II (rey de los burgundios, 596-613) (rey de Austrasia, 612-613) | Teoderico II (rey de los burgundios, 596-613) (rey de Austrasia, 612-613) | Teoderico II (rey de los burgundios, 596-613) (rey de Austrasia, 612-613) |  |  | Dagoberto I (rey de los francos, 629-639)                                                                            | Dagoberto I (rey de los francos, 629-639)                                                                            | Dagoberto I (rey de los francos, 629-639)                                                                            | Dagoberto I (rey de los francos, 629-639)                                                                            | Dagoberto I (rey de los francos, 629-639)                                                                            | Dagoberto I (rey de los francos, 629-639)                                                                            |                                                                      |                                                                      | Cariberto II (rey de Aquitania, 629-632)                             | Cariberto II (rey de Aquitania, 629-632)                             | Cariberto II (rey de Aquitania, 629-632)  | Cariberto II (rey de Aquitania, 629-632)  | Cariberto II (rey de Aquitania, 629-632)                   | Cariberto II (rey de Aquitania, 629-632)                   |                                                            |                                                            |                                                            |                                                            |                                                     |                                                     |                                                     |                                                     |  |  |  |  |  |  |  |  |  |  |  |  |  |  |  |  |  |  |  |  |
|                                                              |                                                              |                                                              |                                                              |                                                              |                                                              |  |  | Teodeberto II (rey de Austrasia, 596-612)                               | Teodeberto II (rey de Austrasia, 596-612)                               | Teodeberto II (rey de Austrasia, 596-612)                               | Teodeberto II (rey de Austrasia, 596-612)                               | Teodeberto II (rey de Austrasia, 596-612)                               | Teodeberto II (rey de Austrasia, 596-612)                               |  |  | Teoderico II (rey de los burgundios, 596-613) (rey de Austrasia, 612-613) | Teoderico II (rey de los burgundios, 596-613) (rey de Austrasia, 612-613) | Teoderico II (rey de los burgundios, 596-613) (rey de Austrasia, 612-613) | Teoderico II (rey de los burgundios, 596-613) (rey de Austrasia, 612-613) | Teoderico II (rey de los burgundios, 596-613) (rey de Austrasia, 612-613) | Teoderico II (rey de los burgundios, 596-613) (rey de Austrasia, 612-613) |  |  | Dagoberto I (rey de los francos, 629-639)                                                                            | Dagoberto I (rey de los francos, 629-639)                                                                            | Dagoberto I (rey de los francos, 629-639)                                                                            | Dagoberto I (rey de los francos, 629-639)                                                                            | Dagoberto I (rey de los francos, 629-639)                                                                            | Dagoberto I (rey de los francos, 629-639)                                                                            |                                                                      |                                                                      | Cariberto II (rey de Aquitania, 629-632)                             | Cariberto II (rey de Aquitania, 629-632)                             | Cariberto II (rey de Aquitania, 629-632)  | Cariberto II (rey de Aquitania, 629-632)  | Cariberto II (rey de Aquitania, 629-632)                   | Cariberto II (rey de Aquitania, 629-632)                   |                                                            |                                                            |                                                            |                                                            |                                                     |                                                     |                                                     |                                                     |  |  |  |  |  |  |  |  |  |  |  |  |  |  |  |  |  |  |  |  |
|                                                              |                                                              |                                                              |                                                              |                                                              |                                                              |  |  |                                                                         |                                                                         |                                                                         |                                                                         |                                                                         |                                                                         |  |  |                                                                           |                                                                           |                                                                           |                                                                           |                                                                           |                                                                           |  |  | | | | | | |                                                                      |                                                                      |                                                                      |                                                                      |                                           |                                           |                                                            |                                                            |                                                            |                                                            |                                                            |                                                            |                                                     |                                                     |                                                     |                                                     |  |  |  |  |  |  |  |  |  |  |  |  |  |  |  |  |  |  |  |  |
|                                                              |                                                              |                                                              |                                                              |                                                              |                                                              |  |  |                                                                         |                                                                         |                                                                         |                                                                         |                                                                         |                                                                         |  |  | Sigeberto II (rey de Austrasia y de los burgundios, 613)                  | Sigeberto II (rey de Austrasia y de los burgundios, 613)                  | Sigeberto II (rey de Austrasia y de los burgundios, 613)                  | Sigeberto II (rey de Austrasia y de los burgundios, 613)                  | Sigeberto II (rey de Austrasia y de los burgundios, 613)                  | Sigeberto II (rey de Austrasia y de los burgundios, 613)                  |  |  | Clodoveo II (rey de Neustria, 639-657)                                                                               | Clodoveo II (rey de Neustria, 639-657)                                                                               | Clodoveo II (rey de Neustria, 639-657)                                                                               | Clodoveo II (rey de Neustria, 639-657)                                                                               | Clodoveo II (rey de Neustria, 639-657)                                                                               | Clodoveo II (rey de Neustria, 639-657)                                                                               |                                                                      |                                                                      | Sigeberto III (rey de Austrasia, 639-656)                            | Sigeberto III (rey de Austrasia, 639-656)                            | Sigeberto III (rey de Austrasia, 639-656) | Sigeberto III (rey de Austrasia, 639-656) | Sigeberto III (rey de Austrasia, 639-656)                  | Sigeberto III (rey de Austrasia, 639-656)                  |                                                            |                                                            |                                                            |                                                            |                                                     |                                                     |                                                     |                                                     |  |  |  |  |  |  |  |  |  |  |  |  |  |  |  |  |  |  |  |  |
|                                                              |                                                              |                                                              |                                                              |                                                              |                                                              |  |  |                                                                         |                                                                         |                                                                         |                                                                         |                                                                         |                                                                         |  |  | Sigeberto II (rey de Austrasia y de los burgundios, 613)                  | Sigeberto II (rey de Austrasia y de los burgundios, 613)                  | Sigeberto II (rey de Austrasia y de los burgundios, 613)                  | Sigeberto II (rey de Austrasia y de los burgundios, 613)                  | Sigeberto II (rey de Austrasia y de los burgundios, 613)                  | Sigeberto II (rey de Austrasia y de los burgundios, 613)                  |  |  | Clodoveo II (rey de Neustria, 639-657)                                                                               | Clodoveo II (rey de Neustria, 639-657)                                                                               | Clodoveo II (rey de Neustria, 639-657)                                                                               | Clodoveo II (rey de Neustria, 639-657)                                                                               | Clodoveo II (rey de Neustria, 639-657)                                                                               | Clodoveo II (rey de Neustria, 639-657)                                                                               |                                                                      |                                                                      | Sigeberto III (rey de Austrasia, 639-656)                            | Sigeberto III (rey de Austrasia, 639-656)                            | Sigeberto III (rey de Austrasia, 639-656) | Sigeberto III (rey de Austrasia, 639-656) | Sigeberto III (rey de Austrasia, 639-656)                  | Sigeberto III (rey de Austrasia, 639-656)                  |                                                            |                                                            |                                                            |                                                            |                                                     |                                                     |                                                     |                                                     |  |  |  |  |  |  |  |  |  |  |  |  |  |  |  |  |  |  |  |  |
|                                                              |                                                              |                                                              |                                                              |                                                              |                                                              |  |  |                                                                         |                                                                         |                                                                         |                                                                         |                                                                         |                                                                         |  |  |                                                                           |                                                                           |                                                                           |                                                                           |                                                                           |                                                                           |  |  | | | | | | |                                                                      |                                                                      |                                                                      |                                                                      |                                           |                                           |                                                            |                                                            |                                                            |                                                            |                                                            |                                                            |                                                     |                                                     |                                                     |                                                     |  |  |  |  |  |  |  |  |  |  |  |  |  |  |  |  |  |  |  |  |
| Clotario III (rey de Neustria, 657-673)                      | Clotario III (rey de Neustria, 657-673)                      | Clotario III (rey de Neustria, 657-673)                      | Clotario III (rey de Neustria, 657-673)                      | Clotario III (rey de Neustria, 657-673)                      | Clotario III (rey de Neustria, 657-673)                      |  |  | Childerico II (rey de Austrasia, 662-673) (rey de los francos, 673-675) | Childerico II (rey de Austrasia, 662-673) (rey de los francos, 673-675) | Childerico II (rey de Austrasia, 662-673) (rey de los francos, 673-675) | Childerico II (rey de Austrasia, 662-673) (rey de los francos, 673-675) | Childerico II (rey de Austrasia, 662-673) (rey de los francos, 673-675) | Childerico II (rey de Austrasia, 662-673) (rey de los francos, 673-675) |  |  |                                                                           |                                                                           |                                                                           |                                                                           |                                                                           |                                                                           |  |  | Teoderico III (rey de Neustria, 673, 675-679) (rey de los francos, 679-691)                                          | Teoderico III (rey de Neustria, 673, 675-679) (rey de los francos, 679-691)                                          | Teoderico III (rey de Neustria, 673, 675-679) (rey de los francos, 679-691)                                          | Teoderico III (rey de Neustria, 673, 675-679) (rey de los francos, 679-691)                                          | Teoderico III (rey de Neustria, 673, 675-679) (rey de los francos, 679-691)                                          | Teoderico III (rey de Neustria, 673, 675-679) (rey de los francos, 679-691)                                          |                                                                      |                                                                      | Dagoberto II (rey de Austrasia, 676-679)                             | Dagoberto II (rey de Austrasia, 676-679)                             | Dagoberto II (rey de Austrasia, 676-679)  | Dagoberto II (rey de Austrasia, 676-679)  | Dagoberto II (rey de Austrasia, 676-679)                   | Dagoberto II (rey de Austrasia, 676-679)                   |                                                            |                                                            | Childeberto el Adoptado (rey de Austrasia, 656-662)        | Childeberto el Adoptado (rey de Austrasia, 656-662)        | Childeberto el Adoptado (rey de Austrasia, 656-662) | Childeberto el Adoptado (rey de Austrasia, 656-662) | Childeberto el Adoptado (rey de Austrasia, 656-662) | Childeberto el Adoptado (rey de Austrasia, 656-662) |  |  |  |  |  |  |  |  |  |  |  |  |  |  |  |  |  |  |  |  |
| Clotario III (rey de Neustria, 657-673)                      | Clotario III (rey de Neustria, 657-673)                      | Clotario III (rey de Neustria, 657-673)                      | Clotario III (rey de Neustria, 657-673)                      | Clotario III (rey de Neustria, 657-673)                      | Clotario III (rey de Neustria, 657-673)                      |  |  | Childerico II (rey de Austrasia, 662-673) (rey de los francos, 673-675) | Childerico II (rey de Austrasia, 662-673) (rey de los francos, 673-675) | Childerico II (rey de Austrasia, 662-673) (rey de los francos, 673-675) | Childerico II (rey de Austrasia, 662-673) (rey de los francos, 673-675) | Childerico II (rey de Austrasia, 662-673) (rey de los francos, 673-675) | Childerico II (rey de Austrasia, 662-673) (rey de los francos, 673-675) |  |  |                                                                           |                                                                           |                                                                           |                                                                           |                                                                           |                                                                           |  |  | Teoderico III (rey de Neustria, 673, 675-679) (rey de los francos, 679-691)                                          | Teoderico III (rey de Neustria, 673, 675-679) (rey de los francos, 679-691)                                          | Teoderico III (rey de Neustria, 673, 675-679) (rey de los francos, 679-691)                                          | Teoderico III (rey de Neustria, 673, 675-679) (rey de los francos, 679-691)                                          | Teoderico III (rey de Neustria, 673, 675-679) (rey de los francos, 679-691)                                          | Teoderico III (rey de Neustria, 673, 675-679) (rey de los francos, 679-691)                                          |                                                                      |                                                                      | Dagoberto II (rey de Austrasia, 676-679)                             | Dagoberto II (rey de Austrasia, 676-679)                             | Dagoberto II (rey de Austrasia, 676-679)  | Dagoberto II (rey de Austrasia, 676-679)  | Dagoberto II (rey de Austrasia, 676-679)                   | Dagoberto II (rey de Austrasia, 676-679)                   |                                                            |                                                            | Childeberto el Adoptado (rey de Austrasia, 656-662)        | Childeberto el Adoptado (rey de Austrasia, 656-662)        | Childeberto el Adoptado (rey de Austrasia, 656-662) | Childeberto el Adoptado (rey de Austrasia, 656-662) | Childeberto el Adoptado (rey de Austrasia, 656-662) | Childeberto el Adoptado (rey de Austrasia, 656-662) |  |  |  |  |  |  |  |  |  |  |  |  |  |  |  |  |  |  |  |  |
|                                                              |                                                              |                                                              |                                                              |                                                              |                                                              |  |  |                                                                         |                                                                         |                                                                         |                                                                         |                                                                         |                                                                         |  |  |                                                                           |                                                                           |                                                                           |                                                                           |                                                                           |                                                                           |  |  | | | | | | |                                                                      |                                                                      |                                                                      |                                                                      |                                           |                                           |                                                            |                                                            |                                                            |                                                            |                                                            |                                                            |                                                     |                                                     |                                                     |                                                     |  |  |  |  |  |  |  |  |  |  |  |  |  |  |  |  |  |  |  |  |
| Clodoveo III (rey de Austrasia, 675-676)                     | Clodoveo III (rey de Austrasia, 675-676)                     | Clodoveo III (rey de Austrasia, 675-676)                     | Clodoveo III (rey de Austrasia, 675-676)                     | Clodoveo III (rey de Austrasia, 675-676)                     | Clodoveo III (rey de Austrasia, 675-676)                     |  |  | Chilperico II (rey de Neustria, 715-719) (rey de los francos, 719-721)  | Chilperico II (rey de Neustria, 715-719) (rey de los francos, 719-721)  | Chilperico II (rey de Neustria, 715-719) (rey de los francos, 719-721)  | Chilperico II (rey de Neustria, 715-719) (rey de los francos, 719-721)  | Chilperico II (rey de Neustria, 715-719) (rey de los francos, 719-721)  | Chilperico II (rey de Neustria, 715-719) (rey de los francos, 719-721)  |  |  | Clodoveo IV (rey de los francos, 691-695)                                 | Clodoveo IV (rey de los francos, 691-695)                                 | Clodoveo IV (rey de los francos, 691-695)                                 | Clodoveo IV (rey de los francos, 691-695)                                 | Clodoveo IV (rey de los francos, 691-695)                                 | Clodoveo IV (rey de los francos, 691-695)                                 |  |  | Childeberto III (rey de los francos, 695-711)                                                                        | Childeberto III (rey de los francos, 695-711)                                                                        | Childeberto III (rey de los francos, 695-711)                                                                        | Childeberto III (rey de los francos, 695-711)                                                                        | Childeberto III (rey de los francos, 695-711)                                                                        | Childeberto III (rey de los francos, 695-711)                                                                        |                                                                      |                                                                      | Clotario IV (rey de Austrasia, 717-719)                              | Clotario IV (rey de Austrasia, 717-719)                              | Clotario IV (rey de Austrasia, 717-719)   | Clotario IV (rey de Austrasia, 717-719)   | Clotario IV (rey de Austrasia, 717-719)                    | Clotario IV (rey de Austrasia, 717-719)                    |                                                            |                                                            |                                                            |                                                            |                                                     |                                                     |                                                     |                                                     |  |  |  |  |  |  |  |  |  |  |  |  |  |  |  |  |  |  |  |  |
| Clodoveo III (rey de Austrasia, 675-676)                     | Clodoveo III (rey de Austrasia, 675-676)                     | Clodoveo III (rey de Austrasia, 675-676)                     | Clodoveo III (rey de Austrasia, 675-676)                     | Clodoveo III (rey de Austrasia, 675-676)                     | Clodoveo III (rey de Austrasia, 675-676)                     |  |  | Chilperico II (rey de Neustria, 715-719) (rey de los francos, 719-721)  | Chilperico II (rey de Neustria, 715-719) (rey de los francos, 719-721)  | Chilperico II (rey de Neustria, 715-719) (rey de los francos, 719-721)  | Chilperico II (rey de Neustria, 715-719) (rey de los francos, 719-721)  | Chilperico II (rey de Neustria, 715-719) (rey de los francos, 719-721)  | Chilperico II (rey de Neustria, 715-719) (rey de los francos, 719-721)  |  |  | Clodoveo IV (rey de los francos, 691-695)                                 | Clodoveo IV (rey de los francos, 691-695)                                 | Clodoveo IV (rey de los francos, 691-695)                                 | Clodoveo IV (rey de los francos, 691-695)                                 | Clodoveo IV (rey de los francos, 691-695)                                 | Clodoveo IV (rey de los francos, 691-695)                                 |  |  | Childeberto III (rey de los francos, 695-711)                                                                        | Childeberto III (rey de los francos, 695-711)                                                                        | Childeberto III (rey de los francos, 695-711)                                                                        | Childeberto III (rey de los francos, 695-711)                                                                        | Childeberto III (rey de los francos, 695-711)                                                                        | Childeberto III (rey de los francos, 695-711)                                                                        |                                                                      |                                                                      | Clotario IV (rey de Austrasia, 717-719)                              | Clotario IV (rey de Austrasia, 717-719)                              | Clotario IV (rey de Austrasia, 717-719)   | Clotario IV (rey de Austrasia, 717-719)   | Clotario IV (rey de Austrasia, 717-719)                    | Clotario IV (rey de Austrasia, 717-719)                    |                                                            |                                                            |                                                            |                                                            |                                                     |                                                     |                                                     |                                                     |  |  |  |  |  |  |  |  |  |  |  |  |  |  |  |  |  |  |  |  |
|                                                              |                                                              |                                                              |                                                              |                                                              |                                                              |  |  |                                                                         |                                                                         |                                                                         |                                                                         |                                                                         |                                                                         |  |  |                                                                           |                                                                           |                                                                           |                                                                           |                                                                           |                                                                           |  |  | Dagoberto III (rey de los francos, 711-715)                                                                          | | | | | |                                                                      |                                                                      |                                                                      |                                                                      |                                           |                                           |                                                            |                                                            |                                                            |                                                            |                                                            |                                                            |                                                     |                                                     |                                                     |                                                     |  |  |  |  |  |  |  |  |  |  |  |  |  |  |  |  |  |  |  |  |
|                                                              |                                                              |                                                              |                                                              |                                                              |                                                              |  |  |                                                                         |                                                                         |                                                                         |                                                                         |                                                                         |                                                                         |  |  |                                                                           |                                                                           |                                                                           |                                                                           |                                                                           |                                                                           |  |  | | | | | | |                                                                      |                                                                      |                                                                      |                                                                      |                                           |                                           |                                                            |                                                            |                                                            |                                                            |                                                            |                                                            |                                                     |                                                     |                                                     |                                                     |  |  |  |  |  |  |  |  |  |  |  |  |  |  |  |  |  |  |  |  |
|                                                              |                                                              |                                                              |                                                              |                                                              |                                                              |  |  | Childerico III (rey de los francos, 743-751)                            | Childerico III (rey de los francos, 743-751)                            | Childerico III (rey de los francos, 743-751)                            | Childerico III (rey de los francos, 743-751)                            | Childerico III (rey de los francos, 743-751)                            | Childerico III (rey de los francos, 743-751)                            |  |  |                                                                           |                                                                           |                                                                           |                                                                           |                                                                           |                                                                           |  |  | Teoderico IV (rey de los francos, 721-737)                                                                           | Teoderico IV (rey de los francos, 721-737)                                                                           | Teoderico IV (rey de los francos, 721-737)                                                                           | Teoderico IV (rey de los francos, 721-737)                                                                           | Teoderico IV (rey de los francos, 721-737)                                                                           | Teoderico IV (rey de los francos, 721-737)                                                                           |                                                                      |                                                                      |                                                                      |                                                                      |                                           |                                           |                                                            |                                                            |                                                            |                                                            |                                                            |                                                            |                                                     |                                                     |                                                     |                                                     |  |  |  |  |  |  |  |  |  |  |  |  |  |  |  |  |  |  |  |  |
|                                                              |                                                              |                                                              |                                                              |                                                              |                                                              |  |  | Childerico III (rey de los francos, 743-751)                            | Childerico III (rey de los francos, 743-751)                            | Childerico III (rey de los francos, 743-751)                            | Childerico III (rey de los francos, 743-751)                            | Childerico III (rey de los francos, 743-751)                            | Childerico III (rey de los francos, 743-751)                            |  |  |                                                                           |                                                                           |                                                                           |                                                                           |                                                                           |                                                                           |  |  | Teoderico IV (rey de los francos, 721-737)                                                                           | Teoderico IV (rey de los francos, 721-737)                                                                           | Teoderico IV (rey de los francos, 721-737)                                                                           | Teoderico IV (rey de los francos, 721-737)                                                                           | Teoderico IV (rey de los francos, 721-737)                                                                           | Teoderico IV (rey de los francos, 721-737)                                                                           |                                                                      |                                                                      |                                                                      |                                                                      |                                           |                                           |                                                            |                                                            |                                                            |                                                            |                                                            |                                                            |                                                     |                                                     |                                                     |                                                     |  |  |  |  |  |  |  |  |  |  |  |  |  |  |  |  |  |  |  |  |

## En la cultura popular
En algunas novelas y ensayos recientes de esoterismo se ha postulado que los merovingios serían descendientes de Sara o Sara la Negra, una supuesta hija nacida de la relación entre Jesús de Nazaret y María Magdalena, que habría emigrado desde Judea al sur de Francia. De ella se habría desarrollado un linaje que llegaría al poder del reino franco con los merovingios. Entre estas obras destacan el best seller esotérico El enigma sagrado, escrito por Michael Baigent, Richard Leigh y Henry Lincoln; la novela El último Merovingio, escrita por Jim Hougan, y sobre todo, por la novela esotérica de Dan Brown, El código Da Vinci. El eminente medievalista Umberto Eco se hace eco de esta teoría ridiculizándola, por seudocientífica, en su novela El péndulo de Foucault.
En el año 2006, el programa televisivo Buscando la verdad (Digging for the Truth) del canal The History Channel realizó un análisis genético de Aragunde (Arnegonda), quinta esposa del rey de linaje merovingio Clotario I. El resultado del análisis concluyó que el ADN de Aragunde «no tenía los marcadores que podrían esperarse de la población de Medio Oriente; en cambio, su ADN mostraba que provenía de Europa», esperable ya que el merovingio era su marido y no ella.